# Esmirna
Esmirna (en turco, İzmir, contracción de su nombre griego, Σμύρνη, Smýrnē) es una ciudad metropolitana de Turquía situada en el extremo occidental de Anatolia, capital de la provincia de Esmirna y el segundo puerto más importante del país tras Estambul y la tercera ciudad turca en población, después de Estambul y Ankara. Es también la segunda ciudad más poblada del mar Egeo después de Atenas. En 2017 la ciudad de Esmirna tenía una población de 3 028 323 habitantes. Esmirna es, también, el centro neurálgico de un área metropolitana muy poblada y extensa denominada el Gran Municipio Metropolitano de Esmirna, que en 2019 tenía una población total de 4 367 251 habitantes. El área metropolitana de Esmirna se extiende a lo largo de las aguas periféricas del golfo de Esmirna y en el interior hacia el norte a través del delta del río Gediz; al este a lo largo de una llanura aluvial creada por varios arroyos pequeños; ya un terreno algo más accidentado en el sur. Esmirna se encuentra a 470 kilómetros al sudoeste de Estambul.
En la Antigüedad clásica, la ciudad era conocida como Esmirna, un nombre que se mantuvo hasta la Ley de Servicio Postal de Turquía (Posta Hizmet Kanunu), de 28 de marzo de 1930, que hizo del nombre turco İzmir el nombre internacionalmente reconocido de la ciudad en la mayoría de los idiomas. Sin embargo, su nombre histórico todavía se usa en algunos idiomas, como el griego (Σμύρνη, Smýrnē), el italiano (Smirne) y el español (Esmirna). Esmirna tiene más de 3000 años de historia urbana registrada y hasta 8500 años de historia como asentamiento humano desde el período neolítico. Situada en una ubicación ventajosa a la cabeza de un golfo que corre hacia abajo en una hendidura profunda, a medio camino en la costa occidental de Anatolia, ha sido una de las principales ciudades mercantiles del mar Mediterráneo durante gran parte de su historia. Esmirna fue sede de los Juegos del Mediterráneo en 1971 y la Universiada de 2005.
La ciudad de Esmirna está compuesta por varios distritos urbanos. De estos, el distrito de Konak corresponde a la histórica Esmirna, con el área de este distrito que ha constituido el "Municipio de Esmirna" central de la ciudad (en turco: İzmir Belediyesi) hasta 1984. Ese año, con la formación del "Municipio Metropolitano de Esmirna" (en turco: İzmir Büyükşehir Belediyesi), la ciudad de Esmirna agrupó sus once distritos urbanos, a saber, Balçova, Bayraklı, Bornova, Buca, Çiğli, Gaziemir, Güzelbahçe, Karabağlar, Karşıyaka, Konak y Narlıdere. Con la entrada en vigor de la nueva Ley de Municipios Metropolitanos de Turquía, desde 2012, el alcalde de Esmirna también tiene autoridad sobre distritos adicionales fuera de la ciudad propiamente dicha, extendiéndose desde Bergama en el norte hasta Selçuk en el sur, llevando el número de distritos considerados parte del Gran Municipio Metropolitano de Esmirna a treinta.

## Etimología
Se ha sugerido que el nombre de Esmirna proviene de la antigua palabra griega para mirra, smyrna, que era la exportación principal de la ciudad en la Antigüedad.
En inscripciones y monedas, el nombre a menudo fue escrito como "Ζμύρνα" (Zmyrna), "Ζμυρναῖος" (Zmyrneos), «de Esmirna».
En la antigua Anatolia, el nombre de una localidad llamada Ti smurna es mencionado en algunas de las tablillas de la colonia asiria de Kültepe (primera mitad del segundo milenio a. C.), con el prefijo ti-, identificativo de un nombre propio, aunque no se ha establecido con certeza si se refiere a la moderna Esmirna.

## Historia

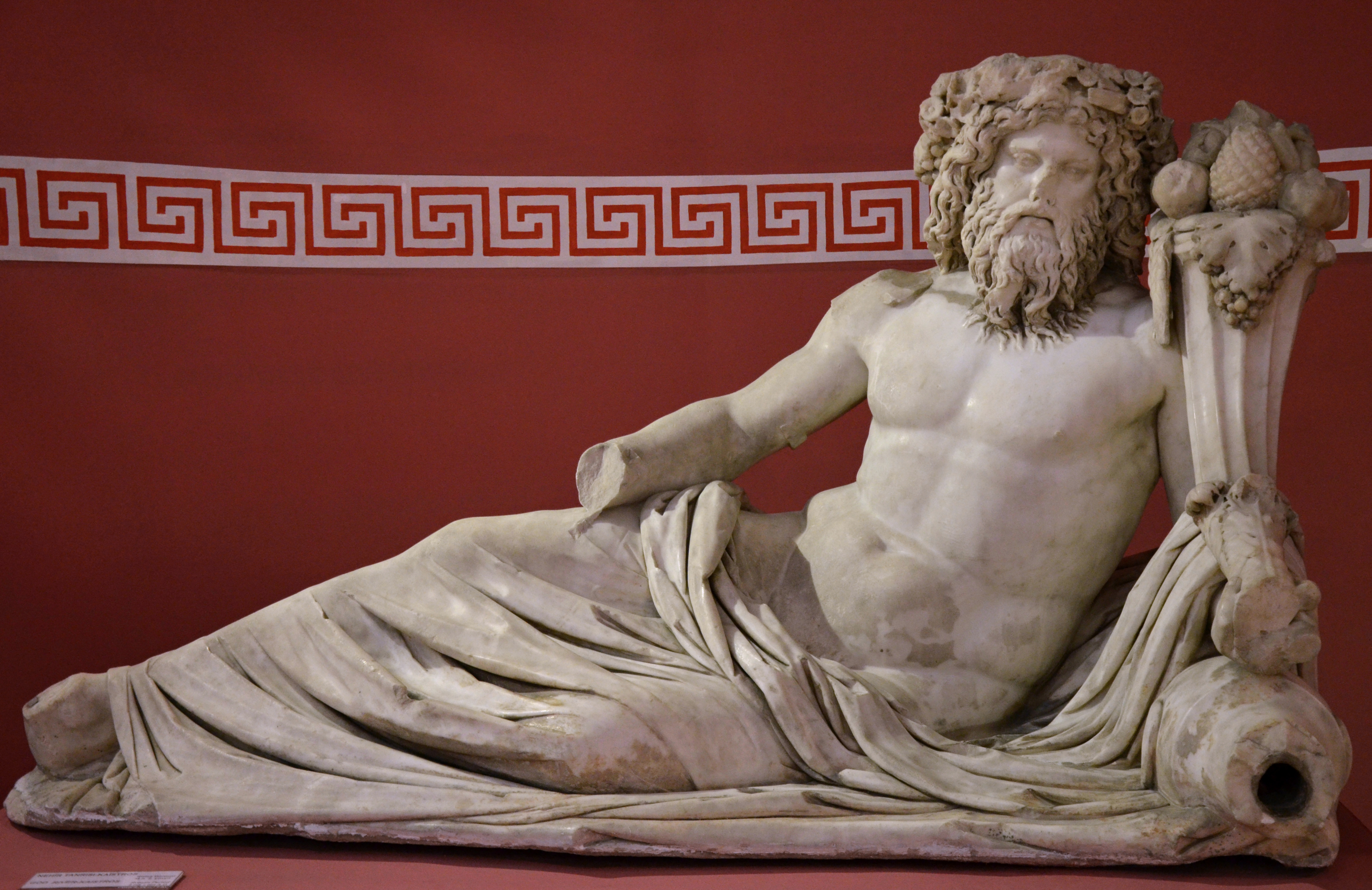
La Estatua de Kaystros en Museo de Historia y Artes en Kulturpark, Izmir.

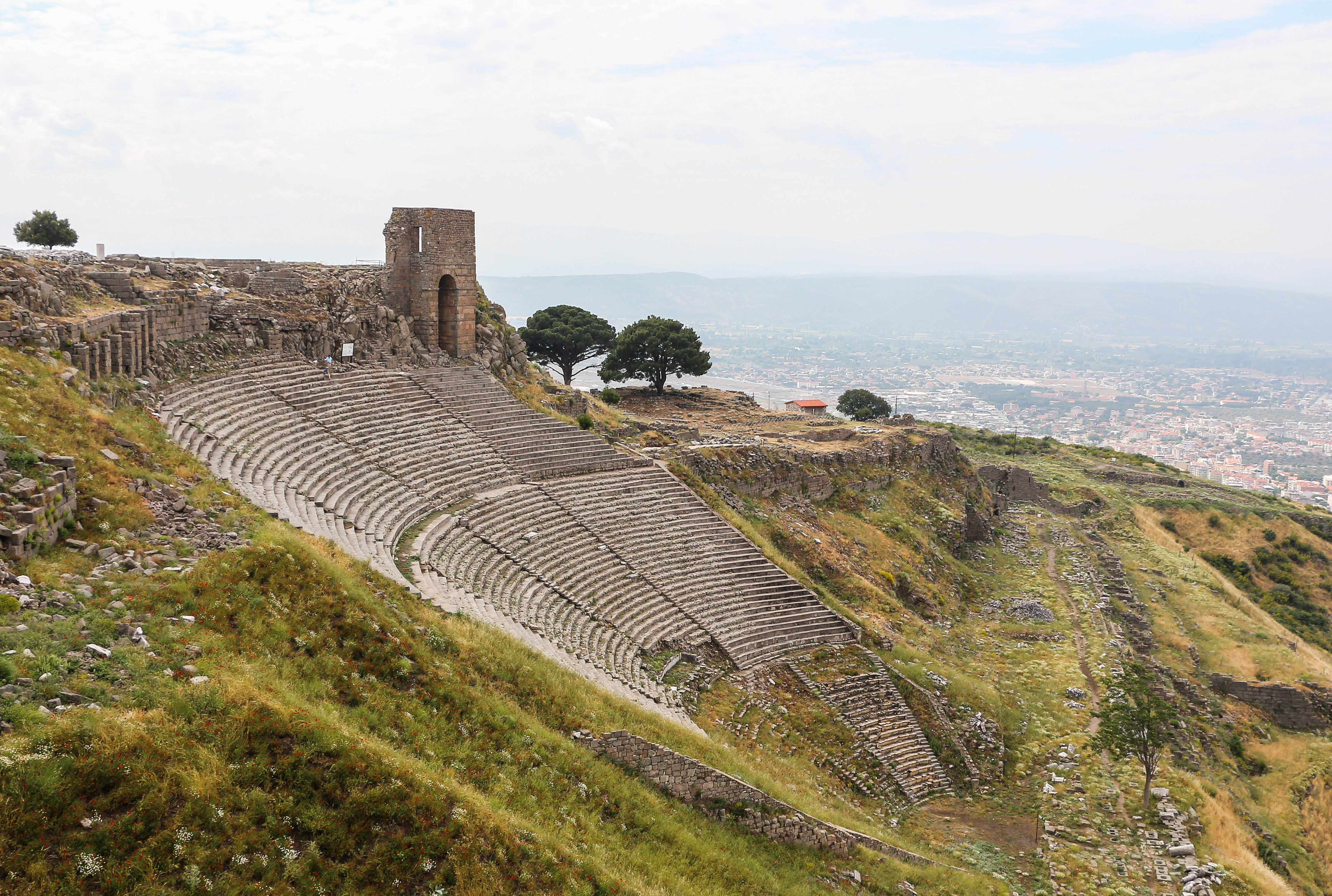
Acrópolis de Pérgamo.

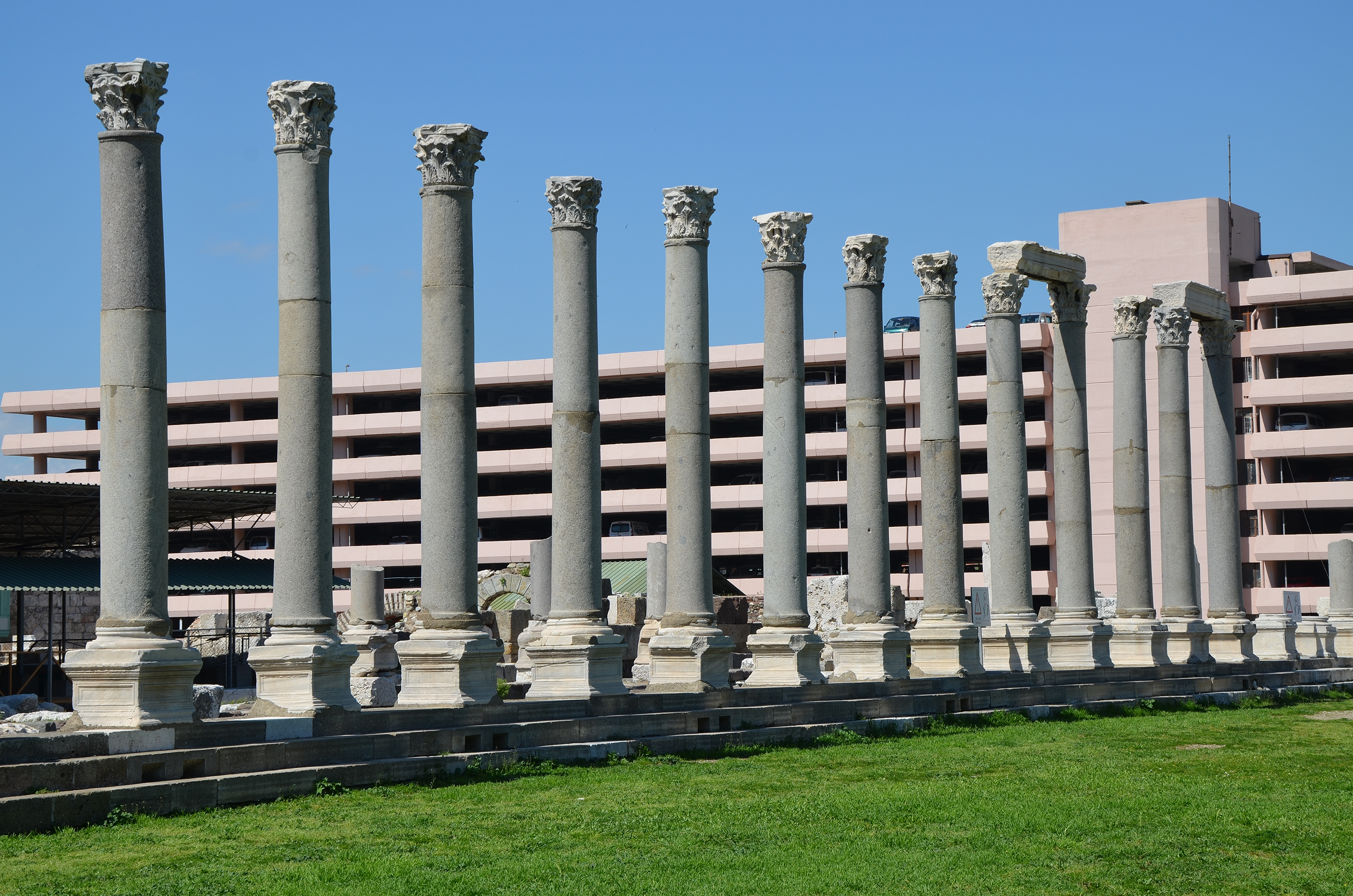
Ágora de Esmirna.

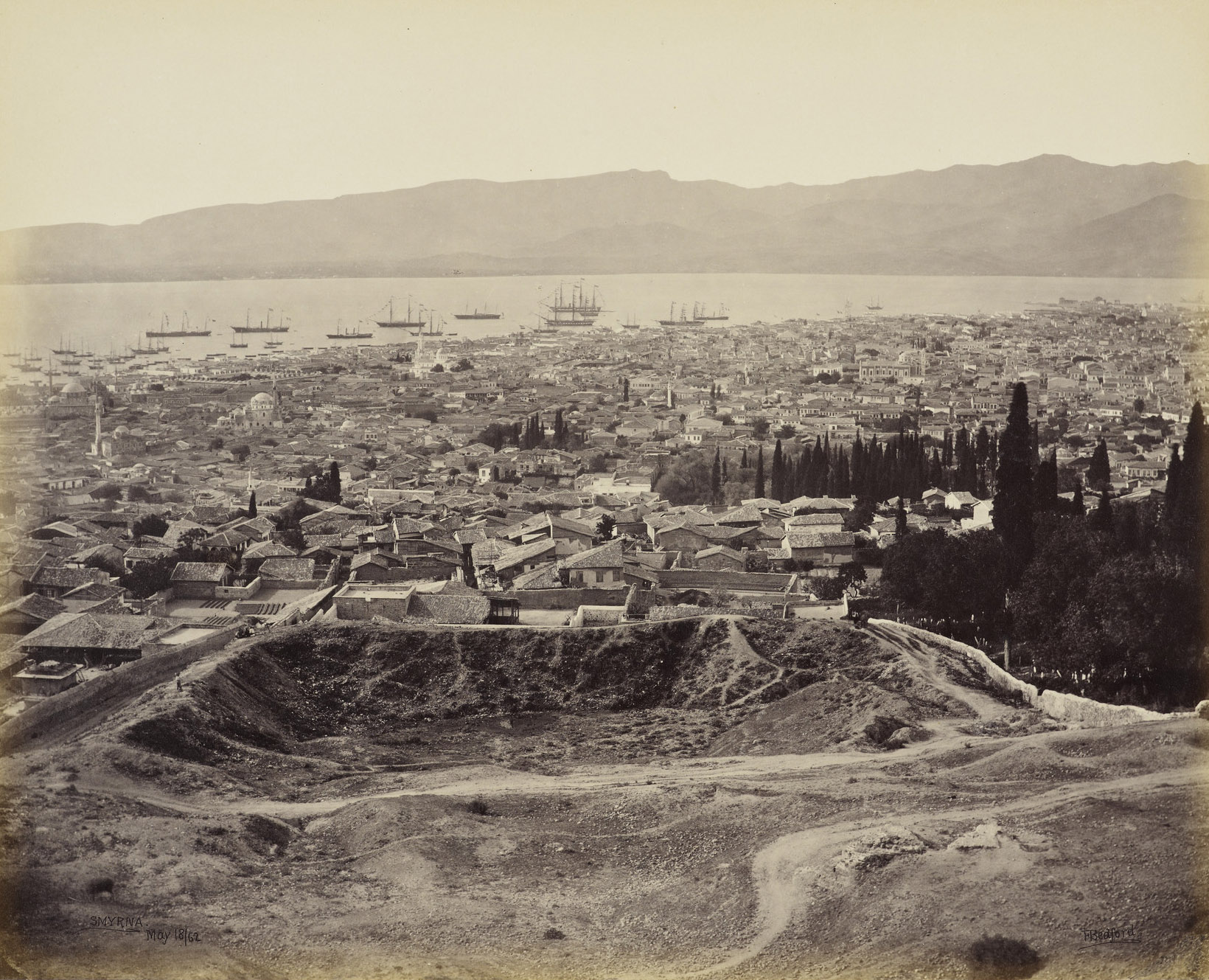
Instantánea de Esmirna del 18 de mayo de 1862.

La región de Esmirna fue situada en la periferia sur de la cultura Yortan durante la prehistoria de Anatolia, cuyo conocimiento se obtiene casi en su totalidad de sus tumbas y cementerios.
Esmirna podría haber sido fundada hacia el 3000 a. C. por los léleges, en el lugar de Tepekule cerca de la actual Bayraklı. Entre el 2000 y el 1200 a. C., formó parte del imperio hitita, y al derrumbarse el Estado hitita por los ataques de los frigios,[cita requerida] fue ocupada por los eolios, emigrados de Grecia a Anatolia alrededor del año 1000 a. C., tras la caída de la civilización micénica. Después fue ocupada por los jonios, con los que vivió su apogeo. Los jonios eran excelentes navegantes y comerciaban con otras civilizaciones del Mediterráneo. Durante las excavaciones en Esmirna se han encontrado muchos objetos fenicios.
Fue conquistada en 688 a. C. por los colonos de Colofón, convirtiéndola en una ciudad-estado y pasando a formar parte de la Liga Jónica. Mantuvo constantes guerras con las ciudades cercanas de Pérgamo y Éfeso. Fue ocupada en 600 a. C. por el rey de Lidia Aliates y después por los persas en 546 a. C. Arrasada, la ciudad perdió el prestigio de antaño durante los siglos siguientes, hasta que en 340 a. C. Alejandro Magno construyó, muy cerca de ella, una nueva ciudad. En 302 a. C., pasó al dominio de Lisímaco, antiguo general de Alejandro Magno, después de su victoria sobre Antígono I Monoftalmos. Posteriormente estuvo dominada por el Imperio seléucida y después por el reino de Pérgamo (fines del siglo III a. C.-principios del siglo II a. C.). Los seléucidas intentaron retomar el control de Jonia, pero no fueron suficientemente exitosos. En 189-188 a. C., los seléucidas fueron expulsados de Jonia y del Asia Menor. Esmirna recibió territorios por haber combatido al lado de Roma y se benefició de una independencia protegida por los romanos. La ciudad recibió a varios políticos romanos exiliados.
Del año 89 al 85 a. C., Esmirna, como el conjunto de las ciudades de Asia Menor, apoyó al rey del Ponto, Mitrídates VI Eupator en su guerra contra Roma. Sila, general romano, emprendió la conquista del Asia Menor. Tomó Esmirna y obligó a todos los habitantes de la ciudad a desfilar desnudos en pleno invierno. Tras la paz de Dárdanos (85 a. C.), que concluyó la guerra entre Roma y Mitrídates VI, Esmirna, al igual que la mayoría de las ciudades libres de Asia y del Egeo, entró en la provincia romana de Asia. Sufrió más tarde la consecuencia de las guerras civiles romanas que acosaban al Imperio romano, que la puso bajo su poder tras ocupar Pérgamo.
Esmirna formó parte de las siete iglesias del Apocalipsis de San Juan, que, según Tertuliano, instituyó Policarpo de Esmirna, el primer obispo de Esmirna. Un pasaje del libro de Apocalipsis se refiere a los cristianos encarcelados y el apóstol Juan les felicita por su valentía ante la persecución de Domiciano.
Uno de los personajes más conocidos de Esmirna pudo ser el poeta griego Homero, autor de la Ilíada y la Odisea. Según algunas atribuciones, el poeta nació en Esmirna en el siglo VIII a. C.. 

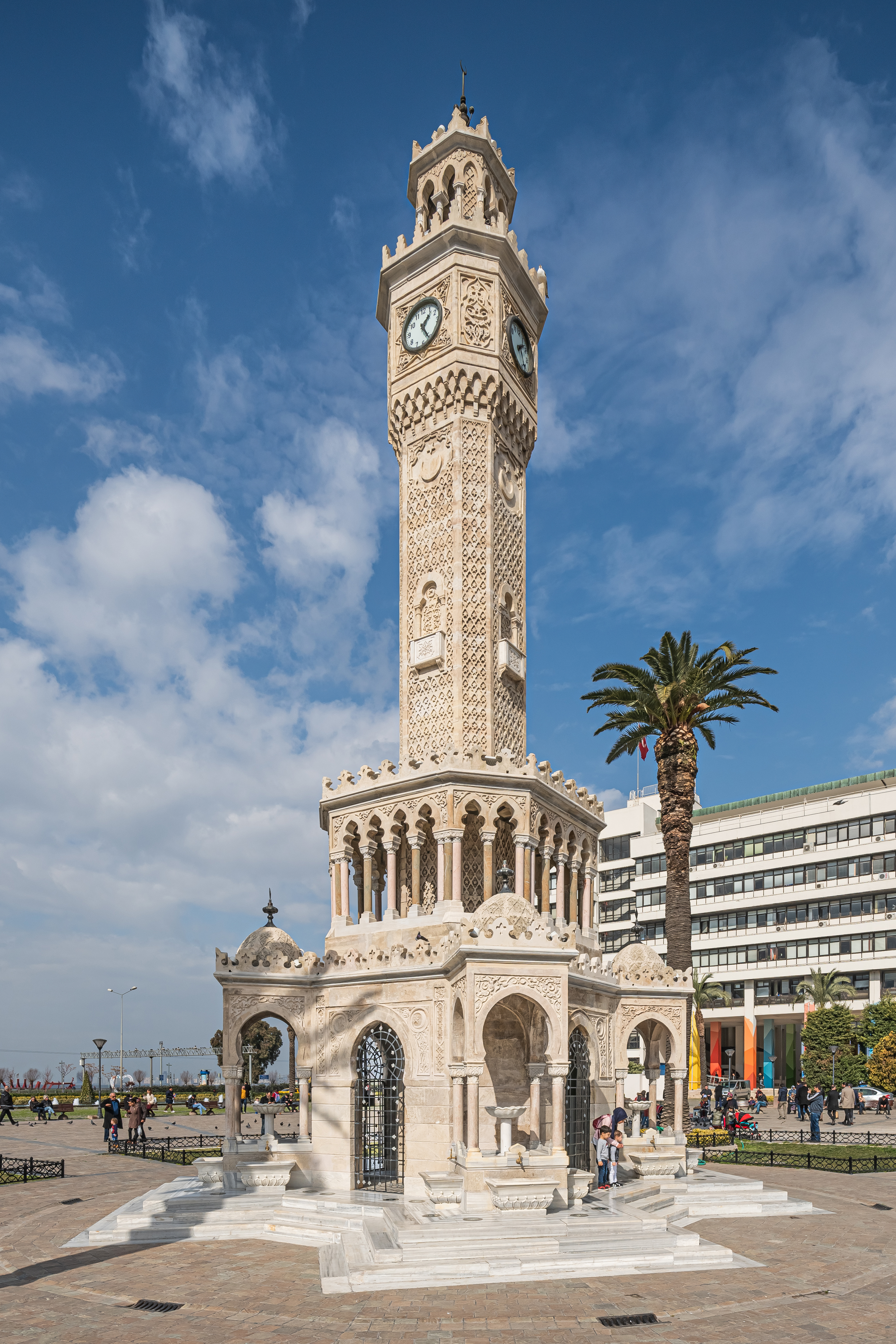
Torre del reloj de Esmirna, construida en 1901.

### Esmirna y el cristianismo

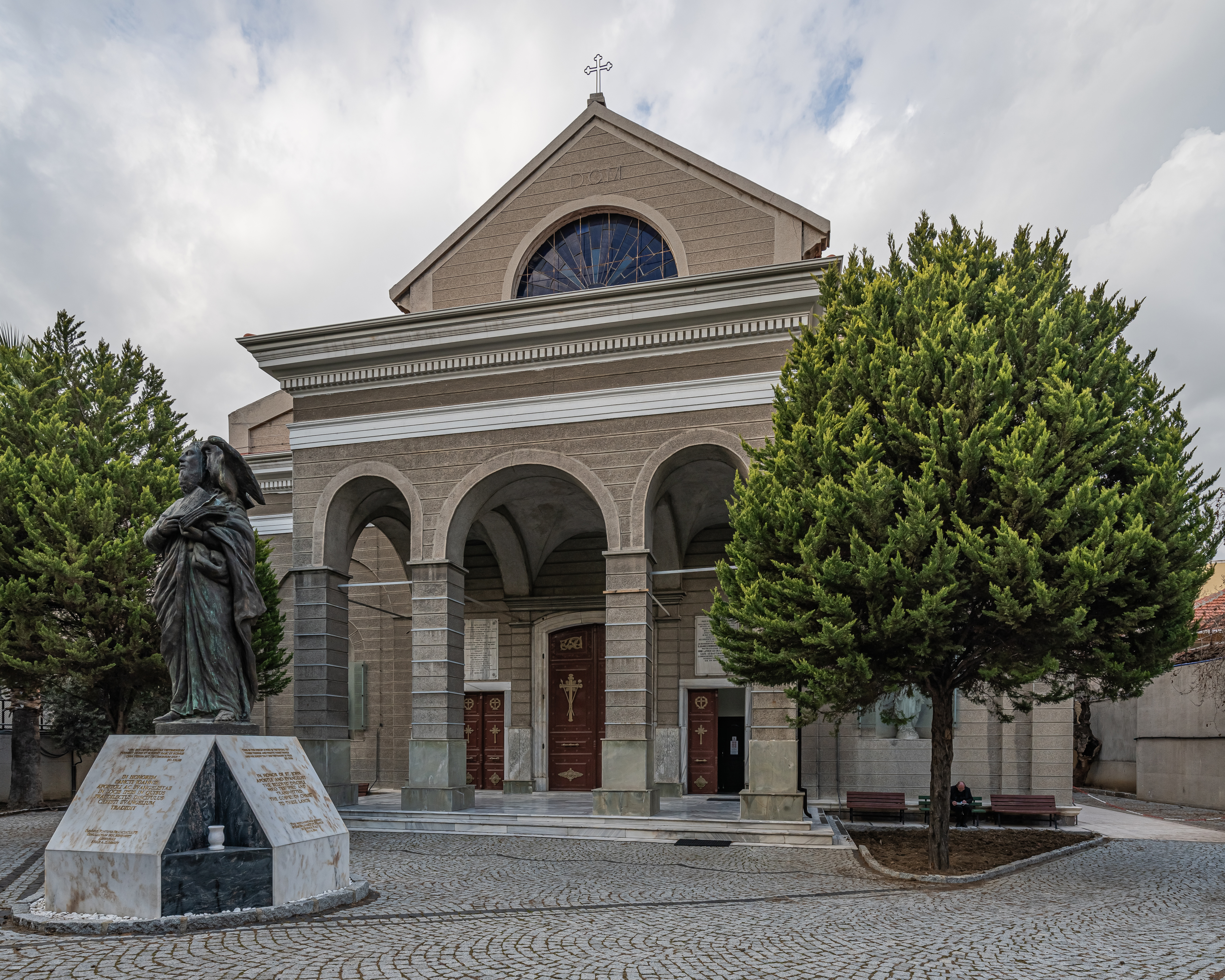
Catedral de San Juan en Esmirna.

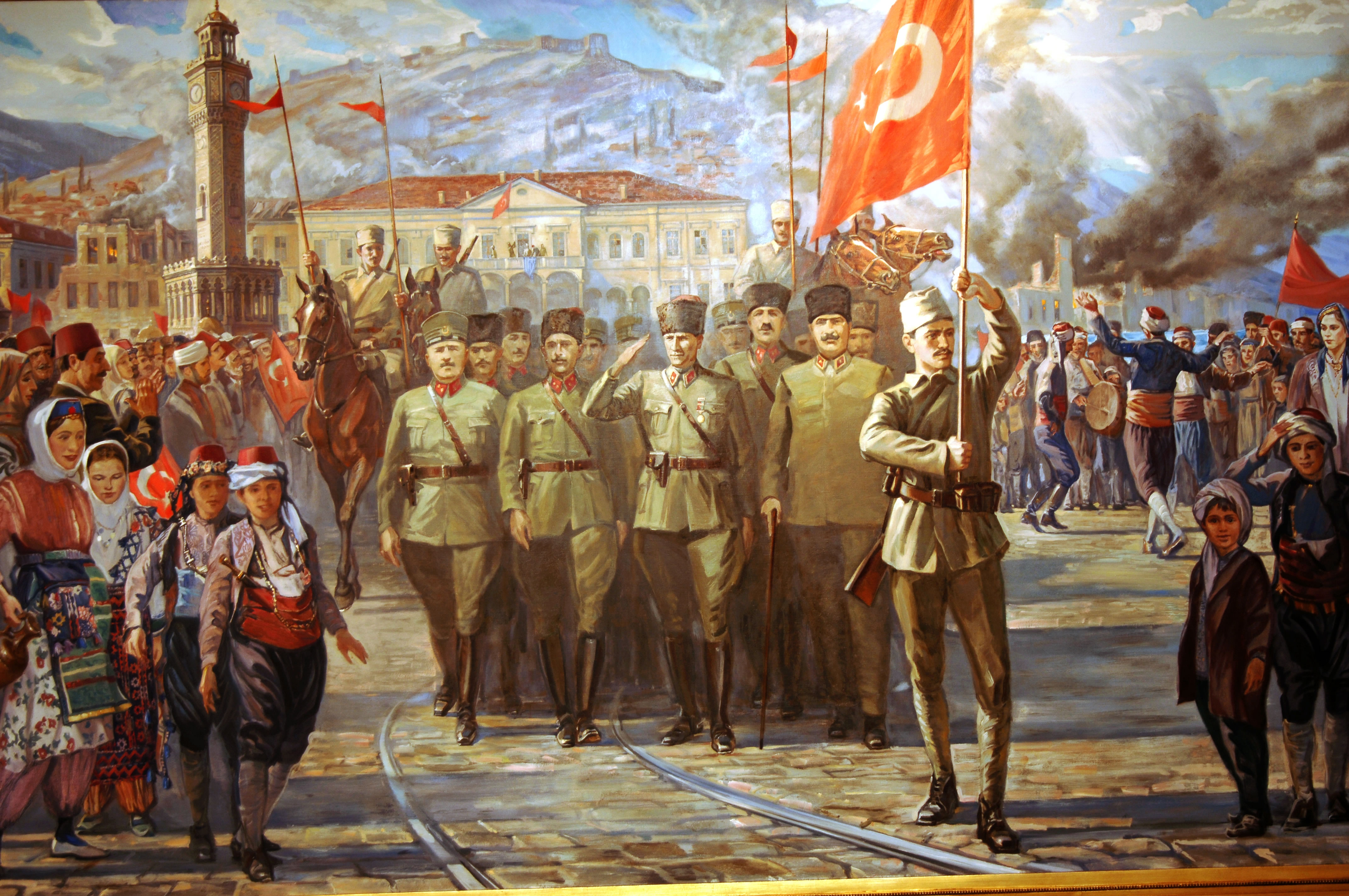
Cuadro mostrando la entrada en Esmirna del ejército turco liderado por Mustafa Kemal Atatürk el 9 de septiembre de 1922, poniendo así fin a más de 3 años de ocupación griega en la ciudad.

Se la cita en Apocalipsis 2/ 8-1. Policarpo de Esmirna fue martirizado dentro de los muros de la ciudad durante el avance del cristianismo en el Imperio romano. La ciudad tomó relevancia entre los cristianos al ser una de las siete ciudades nombradas en el Apocalipsis y a causa de la profecía de que serían perseguidos y asesinados muchos de los creyentes en Jesucristo. Los cristianos de Esmirna padecieron persecuciones, torturas y discriminaciones a la vez que se enfrentaban a doctrinas como el gnosticismo, montanismo, nicolaísmo y marcionismo.
Después de la caída del Imperio romano de Occidente, continuó en manos del Imperio bizantino durante unos ocho siglos más. A finales del siglo VII, los árabes conquistaron Esmirna con la intención de usarla como base militar y desde aquí coordinar sus ataques a Constantinopla, pero pocos años más tarde los bizantinos consiguieron expulsar a los árabes de la ciudad. En 1084 fue ocupada por los turcos selyúcidas, aunque dicha ocupación tan solo duró trece años, ya que los bizantinos la pudieron recuperar de nuevo. Los otomanos, en 1322, se la arrebataron definitivamente a los emperadores griegos, pasando de mano en mano durante el siglo XIV y siendo gobernada por el Reino de Chipre, la República de Venecia e incluso los Estados Pontificios.
Saqueada en 1402 durante la invasión de Anatolia por el Imperio timúrida, sufrió un severo castigo: asesinaron a la mayoría de sus habitantes. Los otomanos volvieron a apoderarse de ella en 1424, conservándola hasta 1919, tras la desintegración del Imperio otomano y la ocupación griega según el Tratado de Sèvres.
A finales del siglo XIX, los británicos tendieron nuevas líneas férreas que conectaron más velozmente la ciudad con los valles fluviales del interior. Esmirna prosperó merced al comercio, primordialmente con el Reino Unido. Antes de la Primera Guerra Mundial, exportaba mercancías por valor de cuatro millones de libras esterlinas e importaba otras que valían unos tres millones. Los comerciantes esmirneos exportaban alfombras, tabaco, licores, frutas desecadas y otros productos agrícolas, e importaban telas y otros productos manufacturados. Antes de la guerra, la población de la ciudad se calcula que rondaba el cuarto de millón de habitantes, que luego aumentó hasta los trescientos mil con la llegada de refugiados del campo durante la contienda. Un 60 % de los habitantes de la ciudad no era musulmán y la mayor comunidad era la griega; a principios del siglo XX, había más personas de cultura griega en Esmirna que en Atenas.
Al finalizar la Primera Guerra Mundial y con la derrota del Imperio otomano en dicha contienda, el ejército griego desembarcó en Esmirna el 15 de mayo de 1919. En 1922 la ciudad regresó a manos turcas tras la Guerra grecoturca. La ancestral comunidad griega de Esmirna fue trasladada a Grecia luego del acuerdo alcanzado entre los gobiernos de ambos países. La música traída por los refugiados de Esmirna sería el origen del rebétiko, uno de los géneros musicales griegos más importantes.
Durante la Segunda Guerra Mundial, Esmirna creció gracias a su estratégico enclave y se recuperó del terrible incendio que 20 años antes, en 1922, había destruido gran parte de la ciudad durante la retirada del ejército griego como parte de una táctica de «tierra quemada».[cita requerida]
A partir del siglo XV, Esmirna ha sido una de las ciudades otomanas que un mayor número de judíos ha acogido. La mayoría eran judíos sefardíes expulsados de España, a quienes los otomanos les dieron refugio en territorio turco. Gran parte de la comunidad judía de Esmirna permaneció en la ciudad hasta la fundación del estado de Israel en 1948. A día de hoy todavía residen alrededor de 4000 judíos en Esmirna, todos ciudadanos turcos. Hay varias sinagogas en la ciudad, como la sinagoga Bet Israel, donde la comunidad judía se reúne y practica su religión.[cita requerida]
A mediados del siglo XVII, los comerciantes europeos (especialmente italianos, franceses, ingleses y holandeses) empezaron a mostrar interés por Esmirna, debido a su localización estratégica. Pronto se convirtió en un importante puerto comercial de donde se embarcaban hacia Europa todo tipo de mercancías provenientes de distintos puntos del territorio otomano. Con el permiso del sultán, muchos de estos comerciantes europeos decidieron instalarse en la ciudad de forma definitiva. Sus descendientes echaron raíces fundando importantes empresas en diversos sectores. A mediados del siglo XIX, Esmirna se había convertido en una ciudad multicultural donde personas de diferentes países y religiones (turcos musulmanes, griegos ortodoxos, judíos y cristianos europeos) convivían pacíficamente. En esa época, se abrieron consulados del Reino Unido, Francia e Italia en la ciudad. Hoy en día varias grandes empresas con sede en Esmirna (como Arkas Holding, Dutilh Shipping y Karavan Turizm) pertenecen a familias cristianas de origen europeo. La mayoría de los cristianos de Esmirna mantienen doble nacionalidad, la turca y la del país europeo de origen. La catedral de San Juan es uno de los centros cristianos más importantes de la ciudad en la actualidad.[cita requerida]

### Esmirna en la actualidad

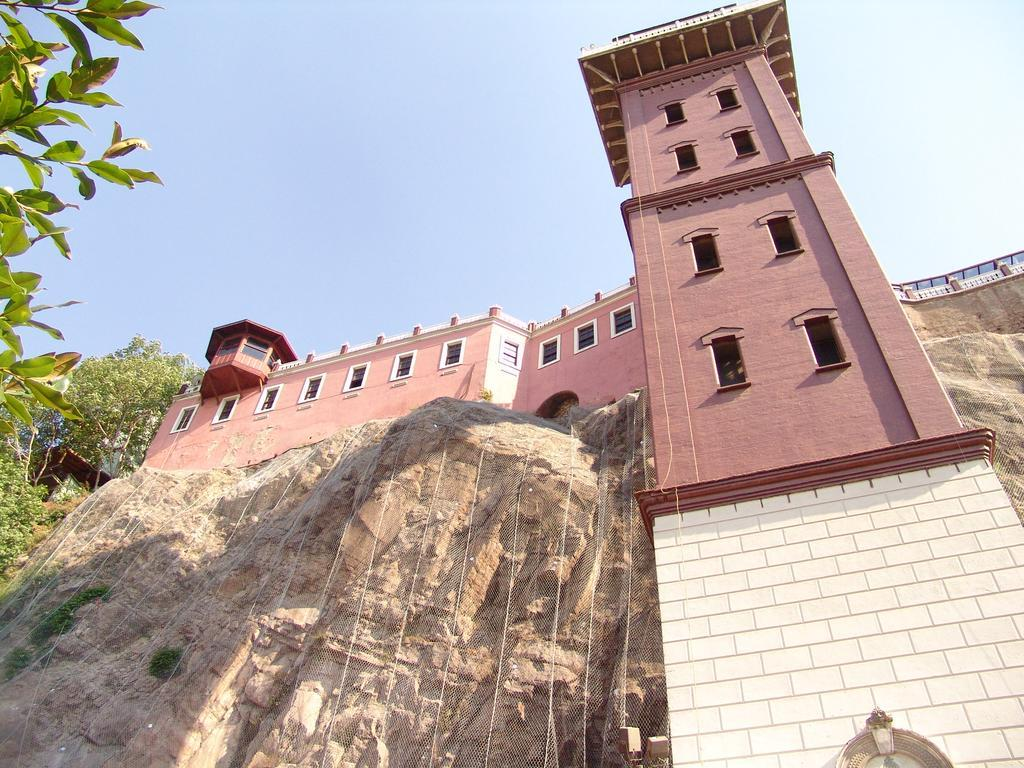
Asansör, el mirador de Esmirna construido en 1907.

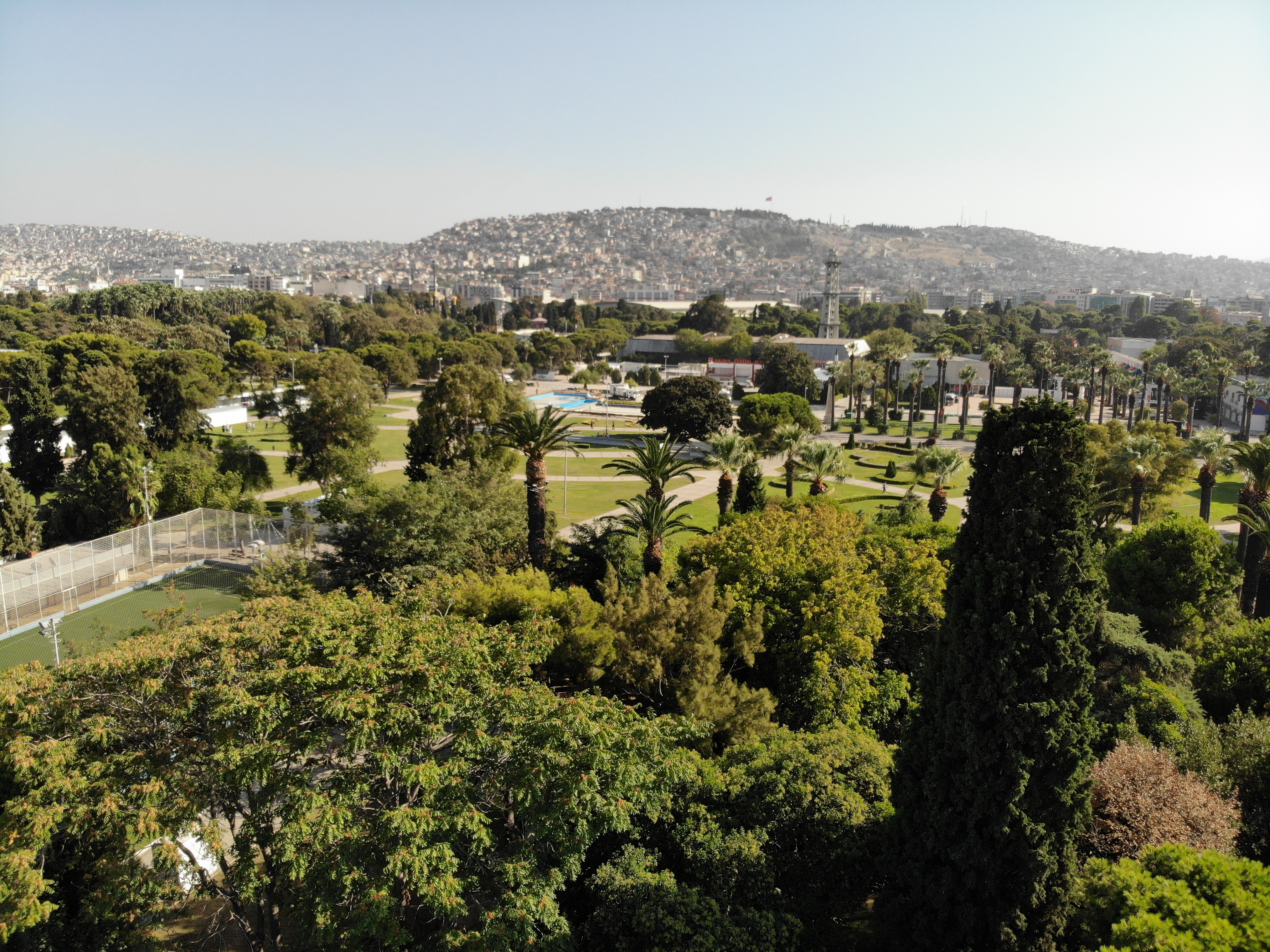
Kültürpark está situada en el centro de la ciudad.

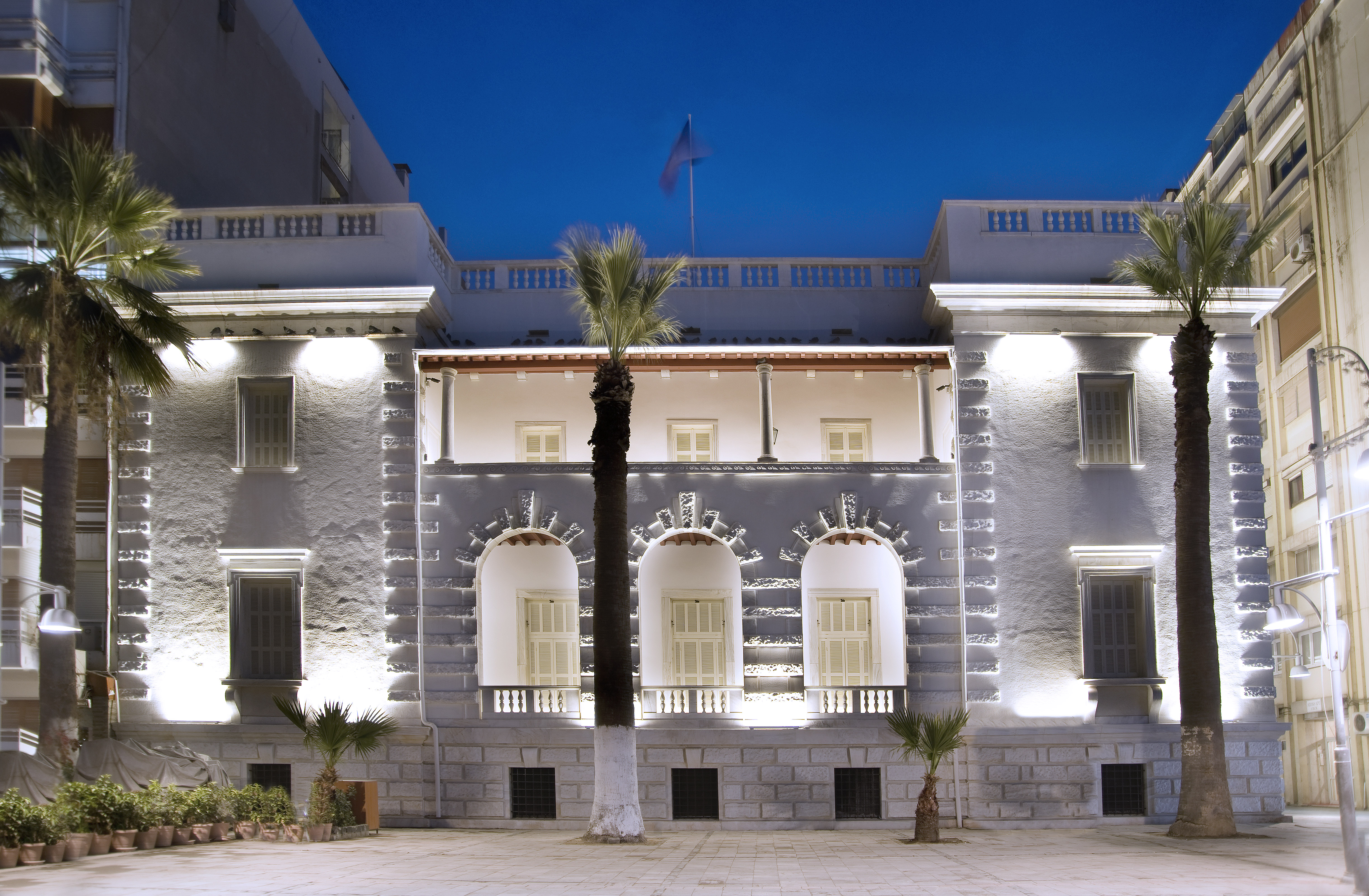
Arkas Art Center de Esmirna.

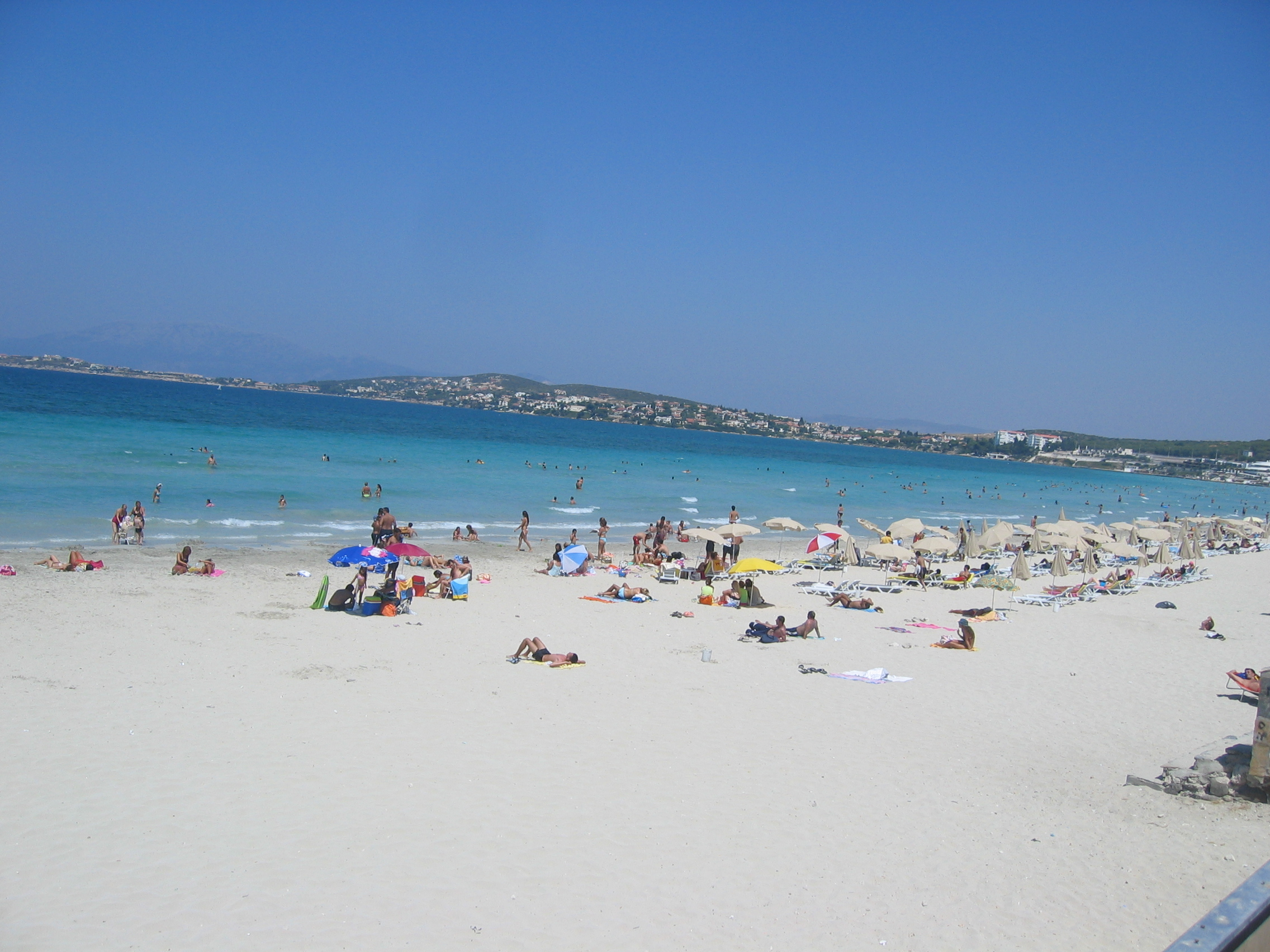
Playa de Ilıca en el municipio de Çeşme en la provincia de Esmirna.

Hoy en día, Esmirna es la tercera ciudad más grande de Turquía y es conocida con los sobrenombres de «İzmir occidental» o «La perla del Egeo». Es considerada como la ciudad más occidentalizada y moderna de Turquía en términos de valores, ideología, estilo de vida, y la igualdad de los sexos. El día 9 de septiembre es festivo local y se celebra la entrada de las fuerzas armadas turcas en la ciudad el 9 de septiembre de 1922 poniendo así fin a más de tres años de ocupación griega.
İzmir es también la ciudad natal de algunos cantantes famosos como Yıldız Tilbe, Bengü Erden, Tanju Okan, Emel Müftüoğlu, Tuğba Özerk y Gönül Yazar.
La ciudad acoge un importante festival de poesía y jazz, que se desarrolla en la tercera semana de marzo, otro festival de artes en junio/julio, y una feria en agosto/septiembre de cada año, todos de carácter internacional. Esmirna acoge también varios congresos y exposiciones a lo largo del año.
Posee una línea de metro moderna (Metro de Esmirna) que recorre la ciudad en dirección sudoeste-nordeste, un aeropuerto internacional (Aeropuerto de Esmirna-Adnan Menderes) que acoge la ingente llegada de turistas cada año y actualmente en ella se encuentra el emplazamiento del Cuartel General del mando sur de la OTAN.
Algunos de los municipios más turísticos de Turquía como Çeşme, Clazómenas (la moderna Urla), Foça, Karaburun y Seferihisar se encuentran en la provincia de Esmirna. Estos destinos turísticos ofrecen playas con bandera azul, hoteles de cinco estrellas, naturaleza, cultura, vida nocturna y gastronomía a los visitantes. Las ruinas de las antiguas polis griegas de Éfeso y Pergamo también se encuentran en la provincia de Esmirna.

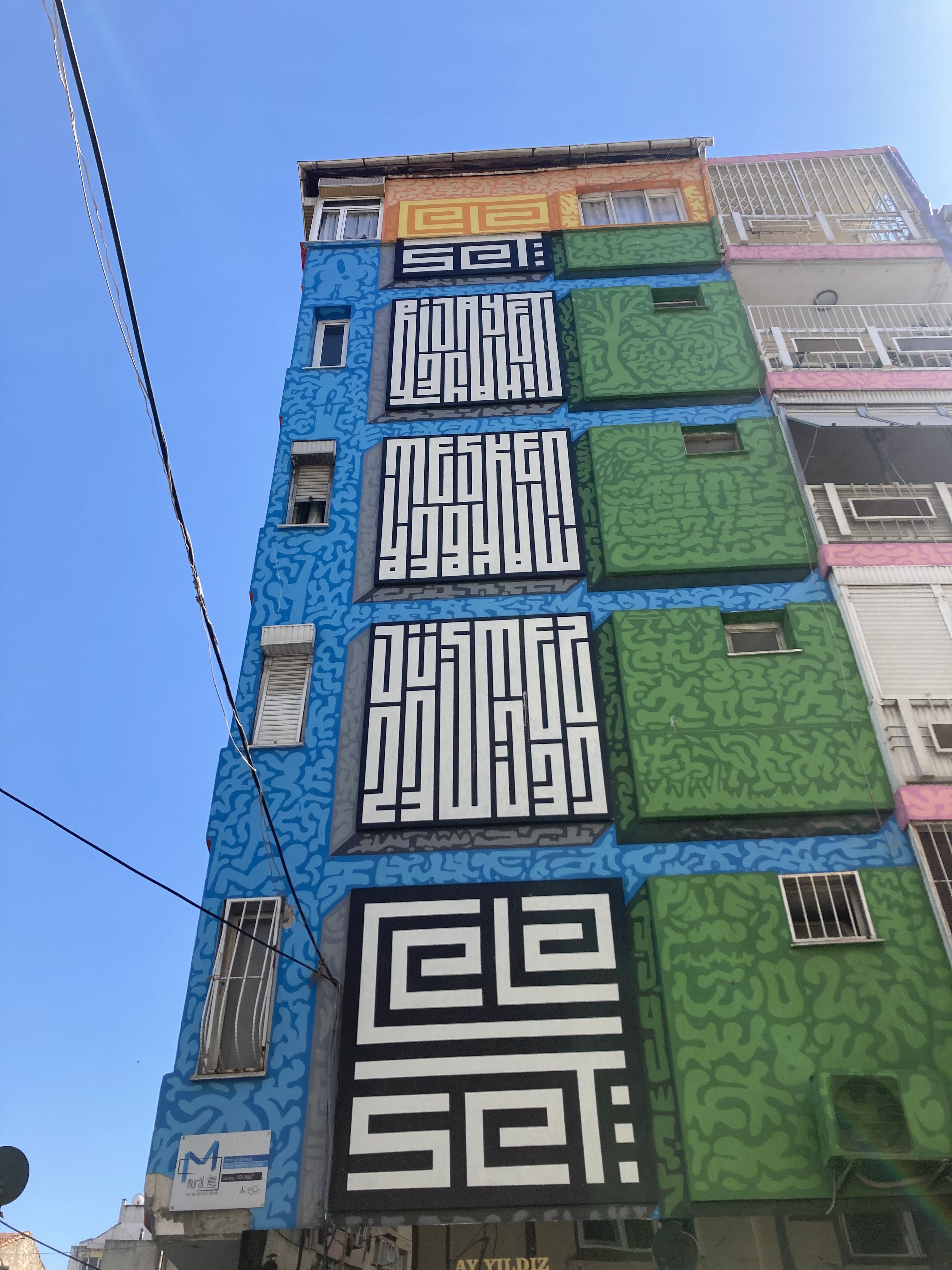
Arte urbano en las calles de Esmirna

Esmirna fue una de las cuatro ciudades candidatas para acoger la Expo 2020 junto con Dubái, Ekaterinburg y São Paulo. Finalmente Dubái ha sido la ciudad elegida por el comité de la organización.[cita requerida] En 1971, Esmirna organizó los Juegos Mediterráneos y en 2005 las Universiadas.
En Esmirna hay consulados de varios países como Alemania, Francia, Italia, Reino Unido, Estados Unidos, Grecia, España, Países Bajos y Malta.
El 30 de octubre de 2020, un seísmo de magnitud 7.0 en el mar Egeo derribó una veintena de edificios en la ciudad y causó 117 fallecidos y alrededor de un millar de heridos.

## Clima
El clima de Esmirna es mediterráneo. Los veranos son largos, secos y calurosos así como inviernos suaves y lluviosos. Las precipitaciones en Esmirna son de un promedio de 706 mm por año; sin embargo, el 77 % de estas tiene lugar entre octubre y marzo. Las temperaturas máximas medias durante los meses de invierno varían entre los 12 °C. y los 14 °C. Aunque es algo bastante raro, se han registrado precipitaciones de nieve en İzmir en diciembre, enero y febrero. En los meses de verano (de junio a septiembre) las temperaturas alcanzan y superan con facilidad los 30 °C diarios. La temperatura más elevada registrada en su historia (43,2 °C) se dio el 26 de julio de 2023, y la temperatura más baja fue de -6,4 °C el 18 de enero de 1964.
| Parámetros climáticos promedio de İzmir                                                              | Parámetros climáticos promedio de İzmir | Parámetros climáticos promedio de İzmir | Parámetros climáticos promedio de İzmir | Parámetros climáticos promedio de İzmir | Parámetros climáticos promedio de İzmir | Parámetros climáticos promedio de İzmir | Parámetros climáticos promedio de İzmir | Parámetros climáticos promedio de İzmir | Parámetros climáticos promedio de İzmir | Parámetros climáticos promedio de İzmir | Parámetros climáticos promedio de İzmir | Parámetros climáticos promedio de İzmir | Parámetros climáticos promedio de İzmir |
| Mes                                                                                                  | Ene.                                    | Feb.                                    | Mar.                                    | Abr.                                    | May.                                    | Jun.                                    | Jul.                                    | Ago.                                    | Sep.                                    | Oct.                                    | Nov.                                    | Dic.                                    | Anual                                   |
| --- | --------------------------------------- | --------------------------------------- | --------------------------------------- | --------------------------------------- | --------------------------------------- | --------------------------------------- | --------------------------------------- | --------------------------------------- | --------------------------------------- | --------------------------------------- | --------------------------------------- | --------------------------------------- | --------------------------------------- |
| Temp. máx. abs. (°C)                                                                                 | 22.4                                    | 23.8                                    | 30.5                                    | 32.2                                    | 37.5                                    | 41.3                                    | 43.2                                    | 43.0                                    | 40.1                                    | 36.0                                    | 29.0                                    | 25.2                                    | 43.2                                    |
| Temp. máx. media (°C)                                                                                | 12.4                                    | 13.4                                    | 16.4                                    | 20.9                                    | 26.1                                    | 30.9                                    | 33.2                                    | 32.8                                    | 29.1                                    | 24.1                                    | 18.5                                    | 14.1                                    | 22.7                                    |
| Temp. media (°C)                                                                                     | 8.8                                     | 9.4                                     | 11.7                                    | 15.9                                    | 20.9                                    | 25.7                                    | 28.0                                    | 27.6                                    | 23.6                                    | 18.9                                    | 14.1                                    | 10.6                                    | 17.9                                    |
| Temp. mín. media (°C)                                                                                | 5.8                                     | 6.1                                     | 7.9                                     | 11.4                                    | 15.6                                    | 20.1                                    | 22.7                                    | 22.5                                    | 18.8                                    | 14.9                                    | 10.7                                    | 7.7                                     | 13.7                                    |
| Temp. mín. abs. (°C)                                                                                 | −6.4                                    | −5.0                                    | −3.1                                    | 0.6                                     | 7.0                                     | 10.0                                    | 16.1                                    | 15.2                                    | 10.0                                    | 5.3                                     | -0.1                                    | −4.0                                    | -6.4                                    |
| Lluvias (mm)                                                                                         | 118.6                                   | 103.8                                   | 75.3                                    | 48.3                                    | 26.9                                    | 8.5                                     | 1.9                                     | 2.0                                     | 17.3                                    | 44.5                                    | 95.5                                    | 147.5                                   | 690.1                                   |
| Días de lluvias (≥ 1 mm)                                                                             | 11.2                                    | 10.8                                    | 8.9                                     | 8.4                                     | 5.1                                     | 1.9                                     | 0.5                                     | 0.5                                     | 2.1                                     | 5.4                                     | 8.5                                     | 12.9                                    | 76.2                                    |
| Horas de sol                                                                                         | 133.3                                   | 141.3                                   | 195.3                                   | 219.0                                   | 294.5                                   | 342.0                                   | 375.1                                   | 353.4                                   | 300.0                                   | 226.3                                   | 159.0                                   | 124.0                                   | 2863.2                                  |
| Humedad relativa (%)                                                                                 | 68                                      | 63                                      | 62                                      | 58                                      | 55                                      | 48                                      | 42                                      | 47                                      | 53                                      | 60                                      | 68                                      | 70                                      | 57.8                                    |
| Fuente n.º 1: Turkish Meteorological Service, World Meteorological Organization (precipitation data) |                                         |                                         |                                         |                                         |                                         |                                         |                                         |                                         |                                         |                                         |                                         |                                         |                                         |
| Fuente n.º 2: BBC Weather (humidity values)                                                          |                                         |                                         |                                         |                                         |                                         |                                         |                                         |                                         |                                         |                                         |                                         |                                         |                                         |

## Transporte

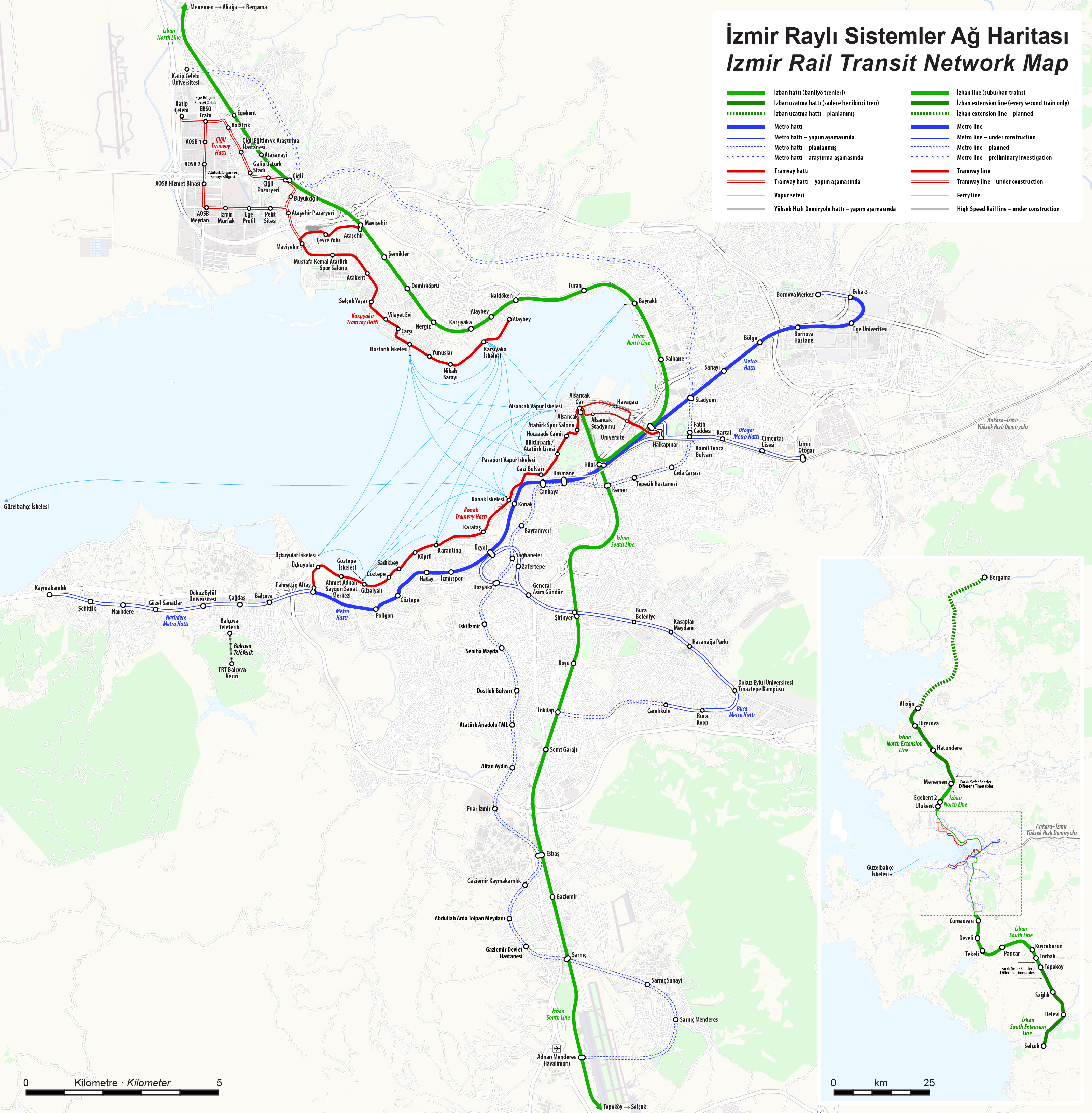
Esquema del metro de Esmirna.

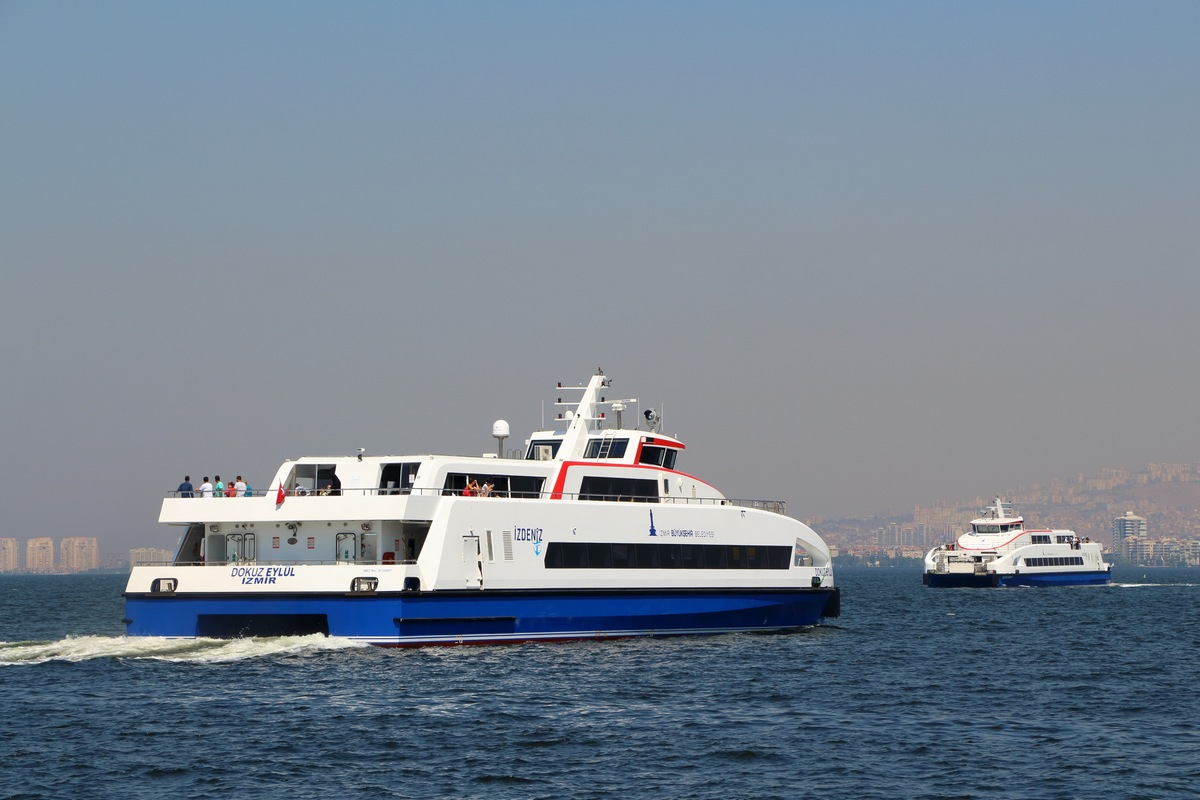
Transbordador en el Golfo de Esmirna.

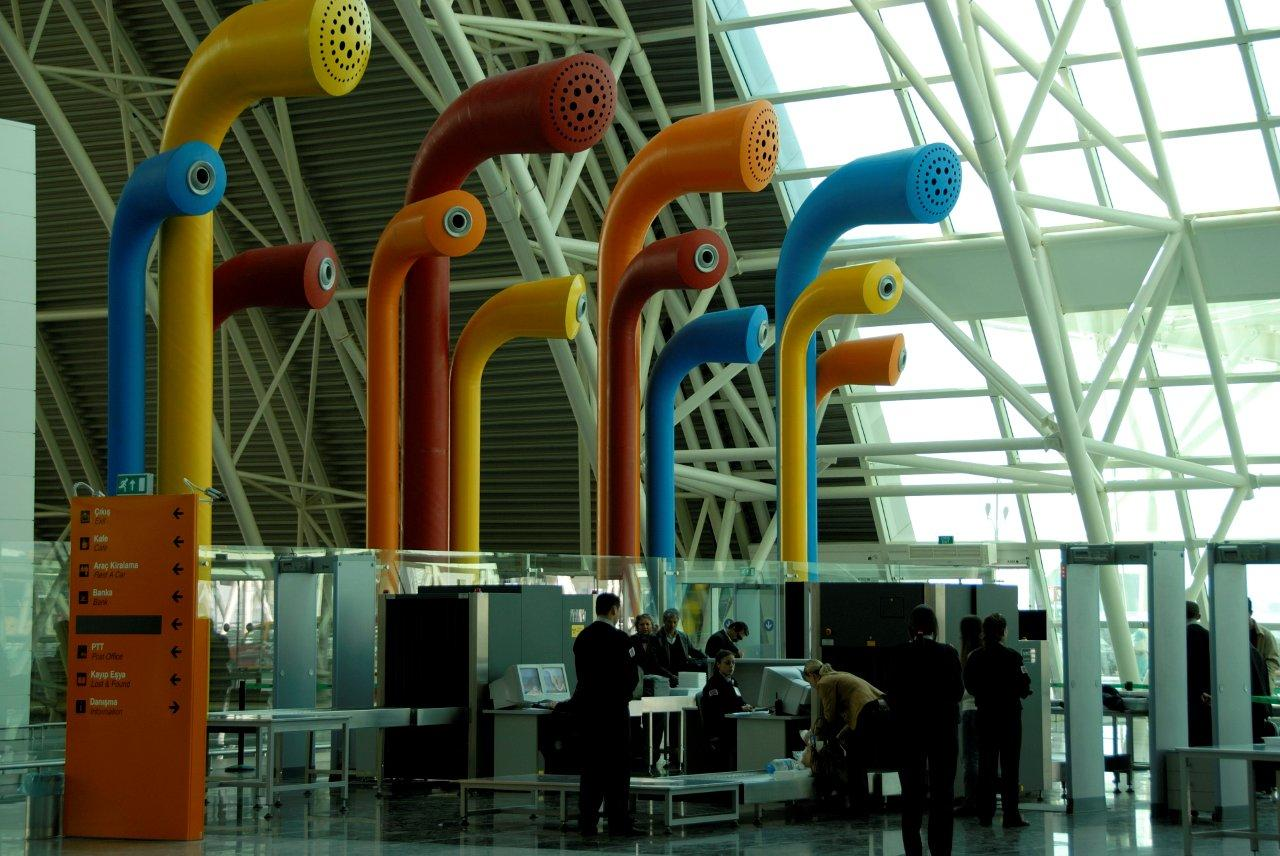
Aeropuerto de Adnan Menderes.

Un sistema de transporte integrado fue introducido en Esmirna en 1999 por primera vez en Turquía. Un organismo conocido como UKOME dirige el metro, la ESHOT dirige la división de buses, el tranvía, operaciones de ferry, facilidades y desarrollos viales. Esmirna tiene un tiquete integrado prepagado, la Kentkart (Citycard). La tarjeta es válida en el metro, buses, ferry, tranvía, barcos de pasajeros y ciertos medios municipales de transporte. La Kentkart permite el uso de cualquier medio de transporte dentro de un periodo de 90 minutos en un trayecto. Existe también un punto de alquiler de autos con alrededor de 1000 vehículos.
La mayoría de los distritos están conectados al sistema de transporte público integrado (ESHOT). El acrónimo proviene de "E elektrik (electricidad), S su (agua), H havagazı (gas), O otobüs (bus) y T troleybüs (trolebús)". Pese a que los servicios públicos son suplidos de manera independiente, la compañía conserva su antiguo nombre. ESHOT opera con 1500 autobuses. Tiene 5 garajes en Karataş, Gümrük, Basmane, Yeşilyurt y Konak. Una nueva compañía privada, İzulaş, opera cerca de 400 buses y presta sus servicios por contrato para ESHOT. El sistema se complementa con el servicio de minibuses y dolmuş privados. En la ciudad de Esmirna operan también alrededor de 2500 taxis.

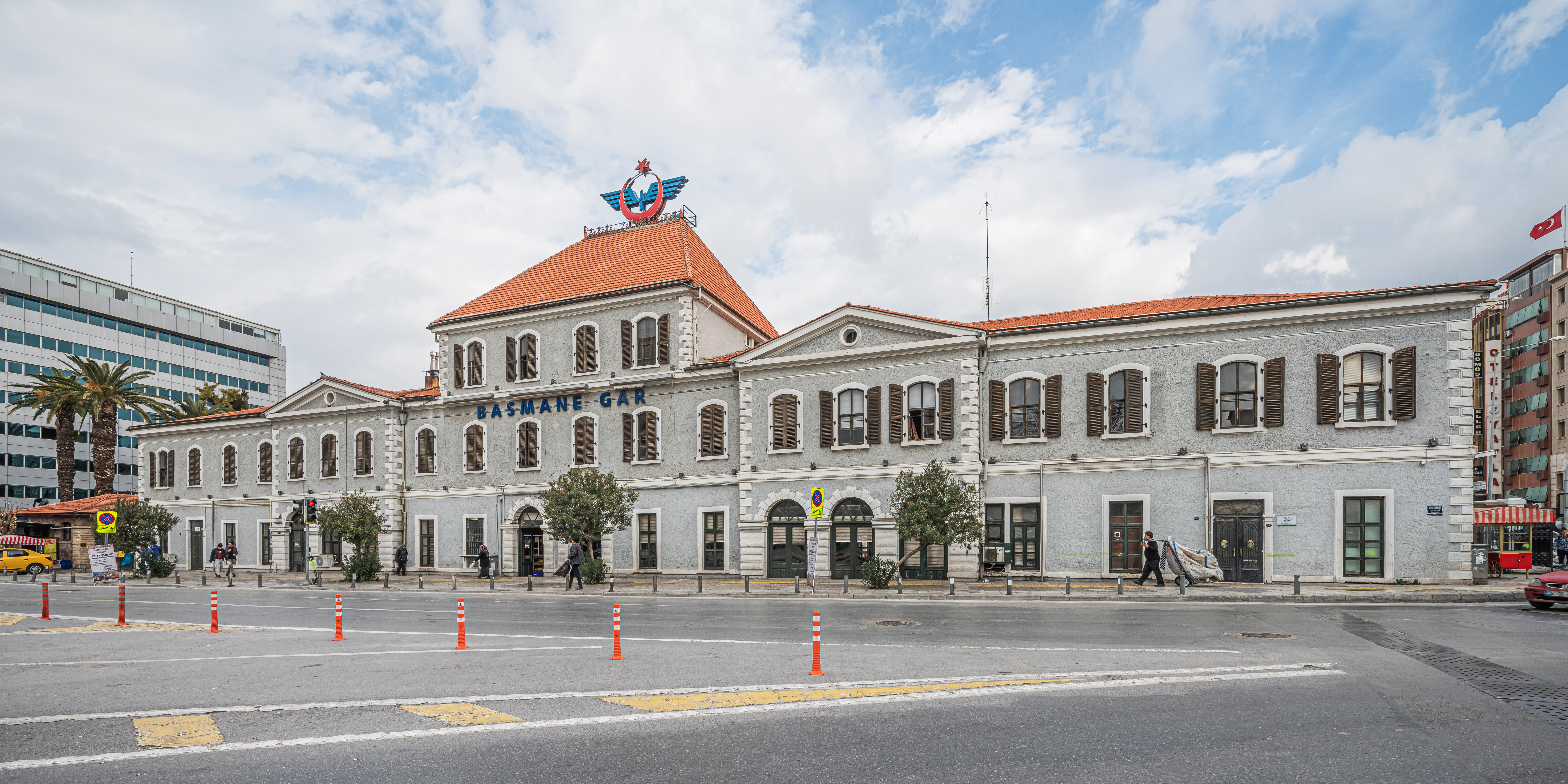
La estación de tren de Basmane en Esmirna.

En Esmirna es posible viajar en barcos de pasajeros que atraviesan el Golfo de Esmirna desde una costa a la otra de la ciudad. Estos barcos operan entre los barrios costeros de Alsancak, Konak, Göztepe, Karşıyaka y Bostanlı desde las 06:30 hasta las 23:00 h, diariamente.
El metro ligero de Esmirna (İZBAN), es el sistema de tren de cercanías que sirve a su área metropolitana. Es el sistema de transporte integrado con mayor flujo, al transportar alrededor de 250 000 pasajeros diariamente. Es el acrónimo de las palabras "İzmir" y "Banliyö". Establecido en 2006 e inaugurado en 2010, el İZBAN fue implementado para revivir el tren en la ciudad. Opera en un trayecto de 130 km con 40 estaciones y dos líneas (la línea norte y la línea sur). İZBAN A.Ş. opera el metro en un 50 % por Ferrocarriles Estatales de Turquía y el 50 % restante por la Alcaldía Metropolitana de Esmirna. Junto con los restantes medios de transporte forma parte del gran proyecto Egeray (sistema férreo del Egeo) que incluye a todos los medios de transporte de la ciudad.
La estación central de tren de Izmir es la estación de tren de Basmane. Hay servicios de trenes diarios a los distritos de İzmir y las provincias circundantes desde aquí. Uno de los medios de transporte más utilizados por los habitantes de la región son los trenes regionales. Situado en la provincia de Izmir, el Aeropuerto de Izmir Adnan Menderes es uno de los aeropuertos más importantes de Turquía. La estación de tren de Izmir (Basmane) y el aeropuerto de Izmir Adnan Menderes están conectados por la línea de tren de la ciudad.Hay 41 servicios de tren desde la estación de tren de Izmir (Basmane) hasta el aeropuerto de Izmir Adnan Menderes todos los días.

## Economía

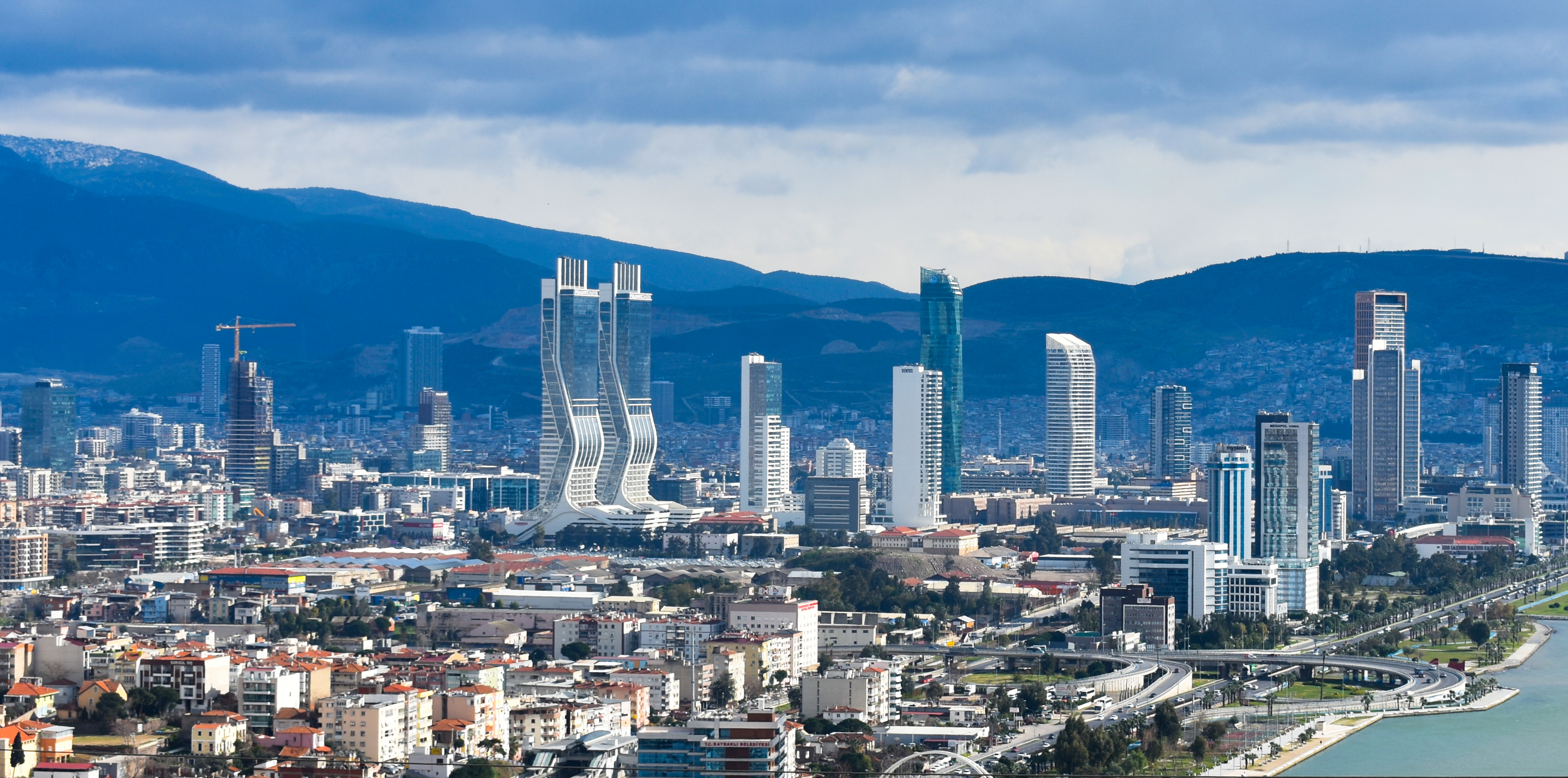
Distrito de Bayraklı en Esmirna, donde se encuentran los rascacielos más altos de la ciudad.

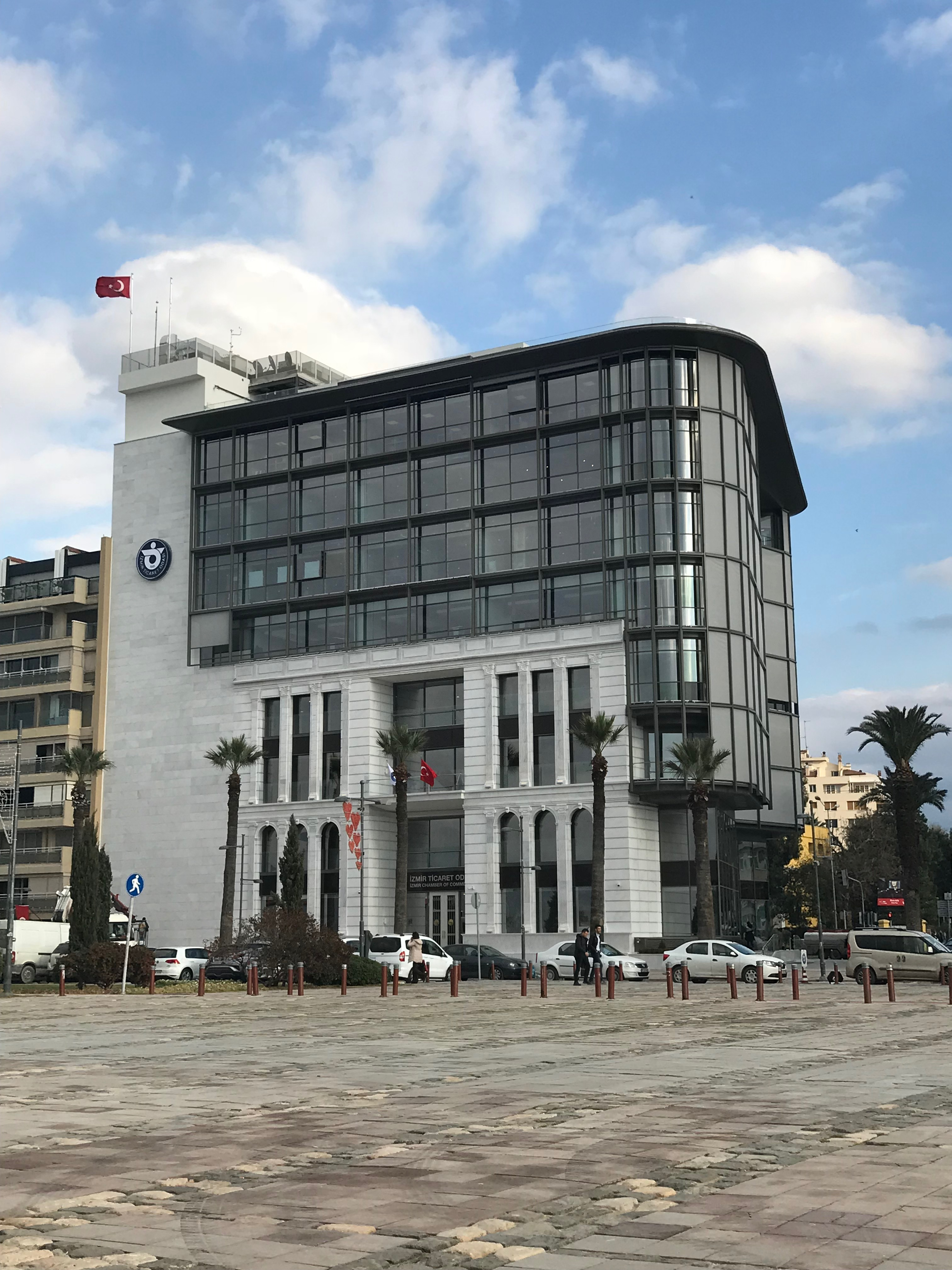
İzmir Sede de la Cámara de Comercio en Konak.

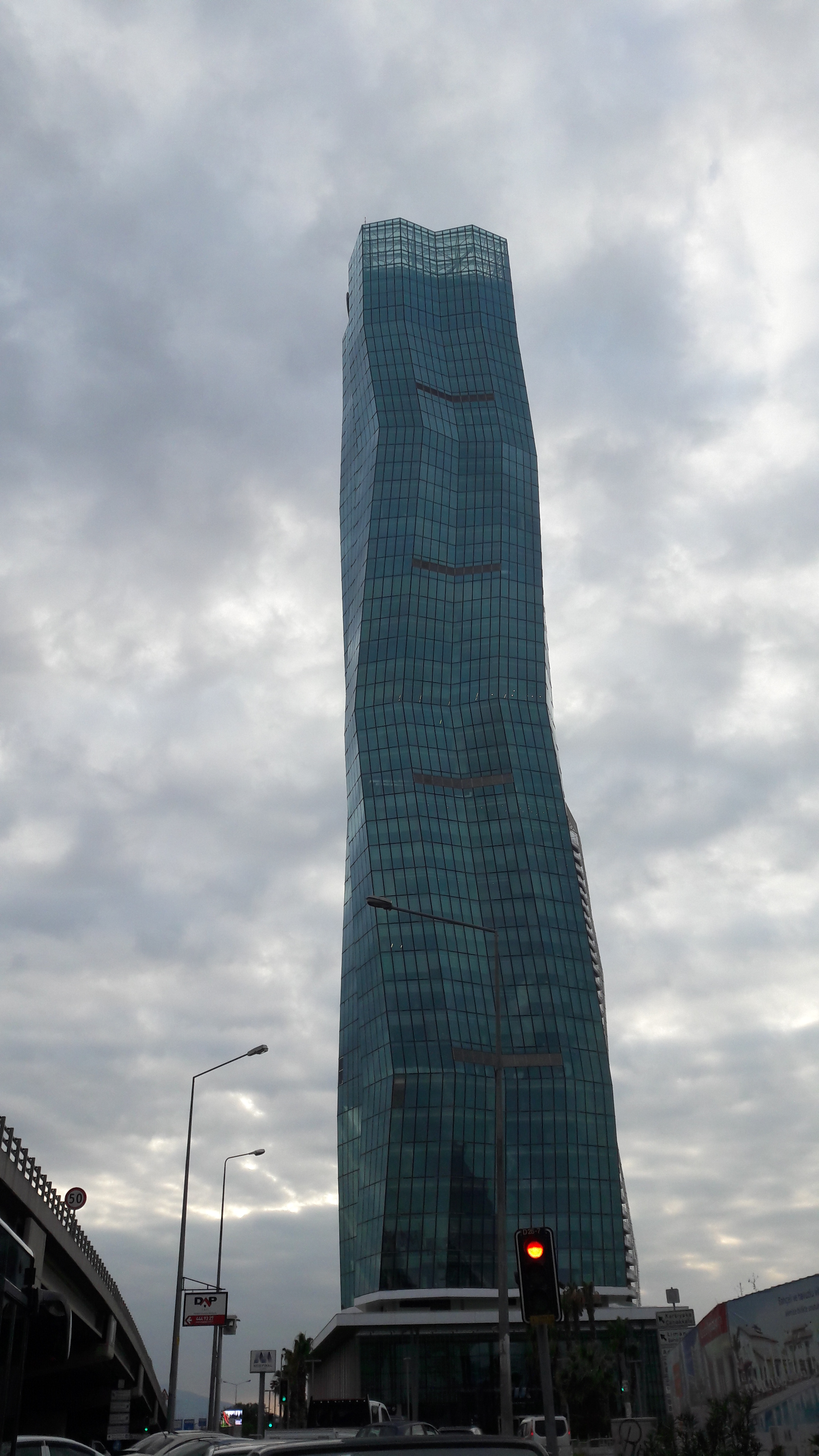
La Torre Mistral, con 216 metros de altura es el edificio más alto de Esmirna.

- Principal puerto de la península turca (detrás de Estambul), donde se realizan las principales exportaciones de Turquía a otros puertos del Mediterráneo y Europa.
- La economía de Esmirna se basa en la industria, turismo, sector servicios, construcción, industria textil, pesca, ganadería y agricultura.
- Esmirna tiene varios polígonos industriales situados al norte y al este de la ciudad y una gran zona franca en el distrito de Gaziemir.
- La provincia de Esmirna destaca por la presencia de cerca de una veintena de fábricas productoras de acero. Alrededor del 40 % de la producción de acero de Turquía se realiza en la provincia de Esmirna.
- Debido al incremento constante de la población de Esmirna, en los últimos años el sector de la construcción también ha tenido un impacto positivo en la economía de la ciudad, creando miles de puestos de trabajo. Se han construido varios rascacielos en los barrios de Bayrakli y Alsancak. Las Folkart Towers, con una altura de 200 metros cada una, son de las torres gemelas más altas de Turquía.
- Según un informe publicado por Brookings Institution y JP Morgan, Esmirna fue en 2014 la segunda ciudad que más ha crecido en términos económicos a nivel global, superada solo por la ciudad China de Macao.
- Según datos del Instituto de estadística de Turquía, la tasa de paro de Esmirna en 2014 fue del 6,6 %.[cita requerida]

## Educación
En Esmirna se matriculan cada curso alrededor de 150 000 estudiantes en las diferentes carreras de las universidades que hay en la ciudad. Las universidades de Esmirna tienen convenios y programas de intercambio de estudiantes con universidades de otros países, lo cual permite estudiantes extranjeros estudiar en las siguientes universidades que se encuentran en Esmirna:
- Universidad del Egeo (Ege Üniversitesi)
- Universidad Nueve de Septiembre (Dokuz Eylül Üniversitesi)
- Universidad de Economía de Esmirna (Izmir Ekonomi Üniversitesi)
- Instituto Tecnológico Superior de Esmirna (İzmir Yüksek Teknoloji Enstitüsü)
- Universidad de Yaşar (Yaşar Üniversitesi)
- Universidad de Esmirna (Izmir Üniversitesi)
- Universidad de Gediz (Gediz Üniversitesi)
- Universidad Katip Çelebi de Esmirna (Izmir Katip Çelebi Üniversitesi)

## Deportes

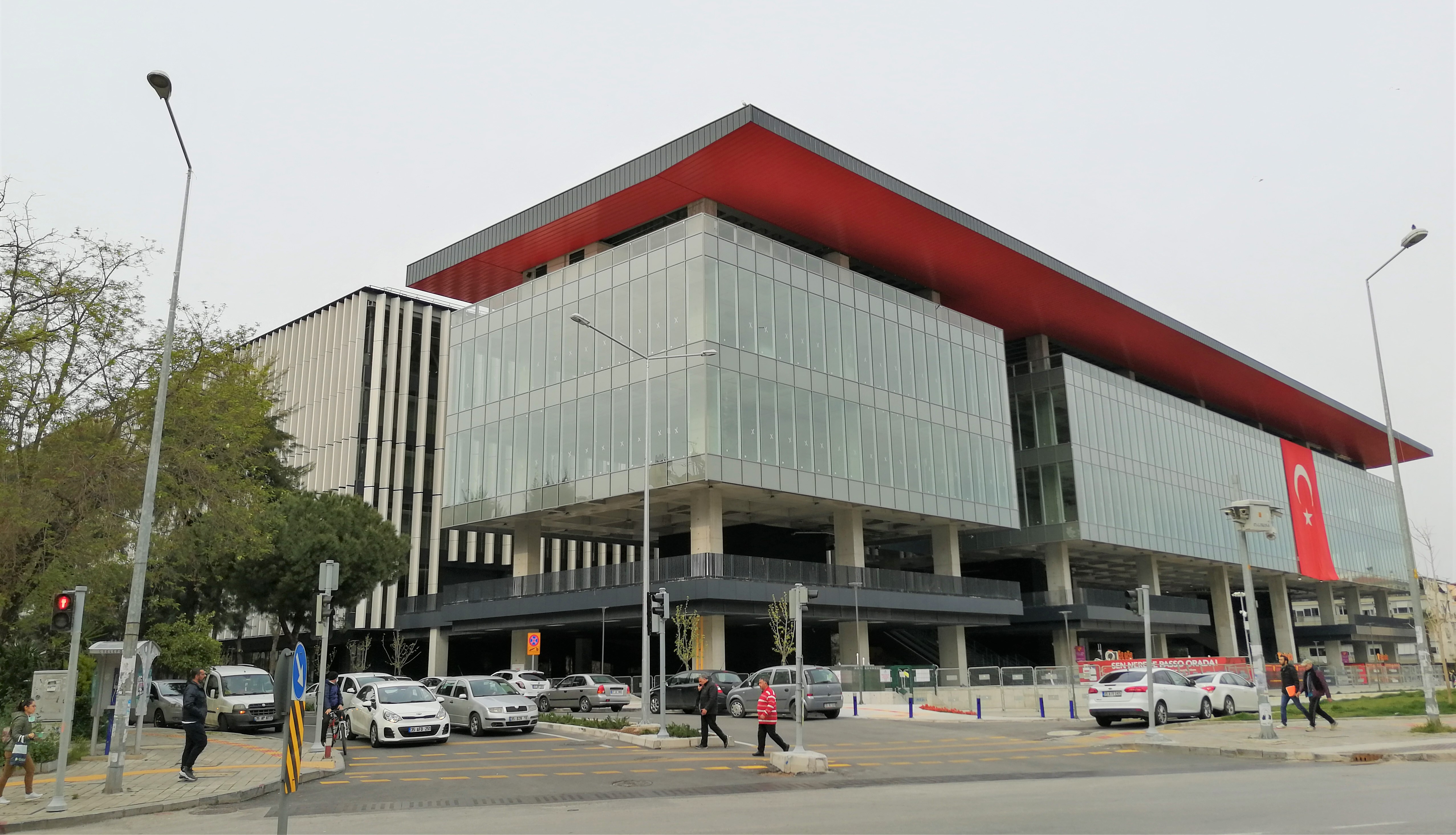
Estadio de Göztepe

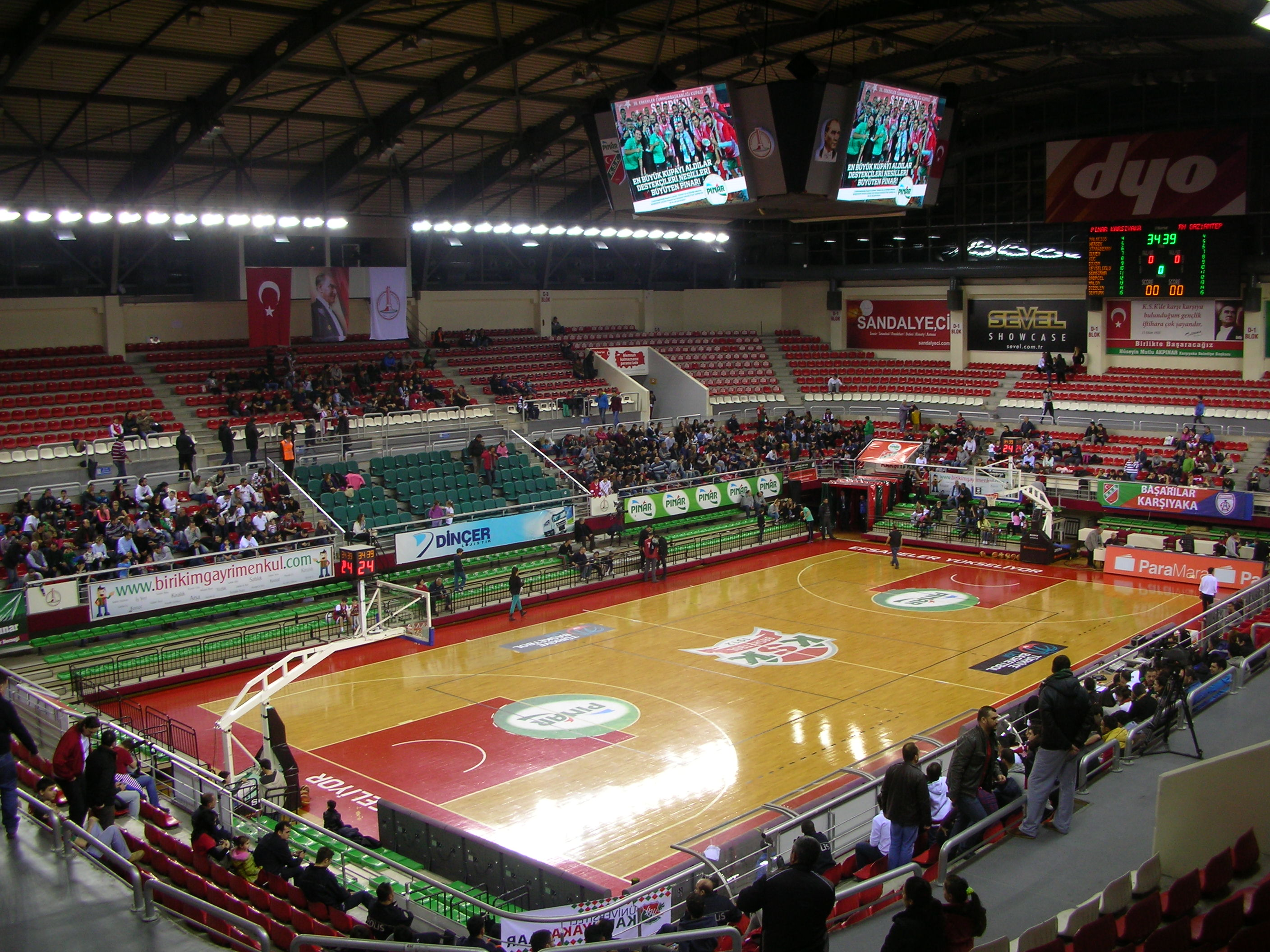
Imagen del Karşıyaka Arena, donde juega sus partidos el Pınar Karşıyaka.

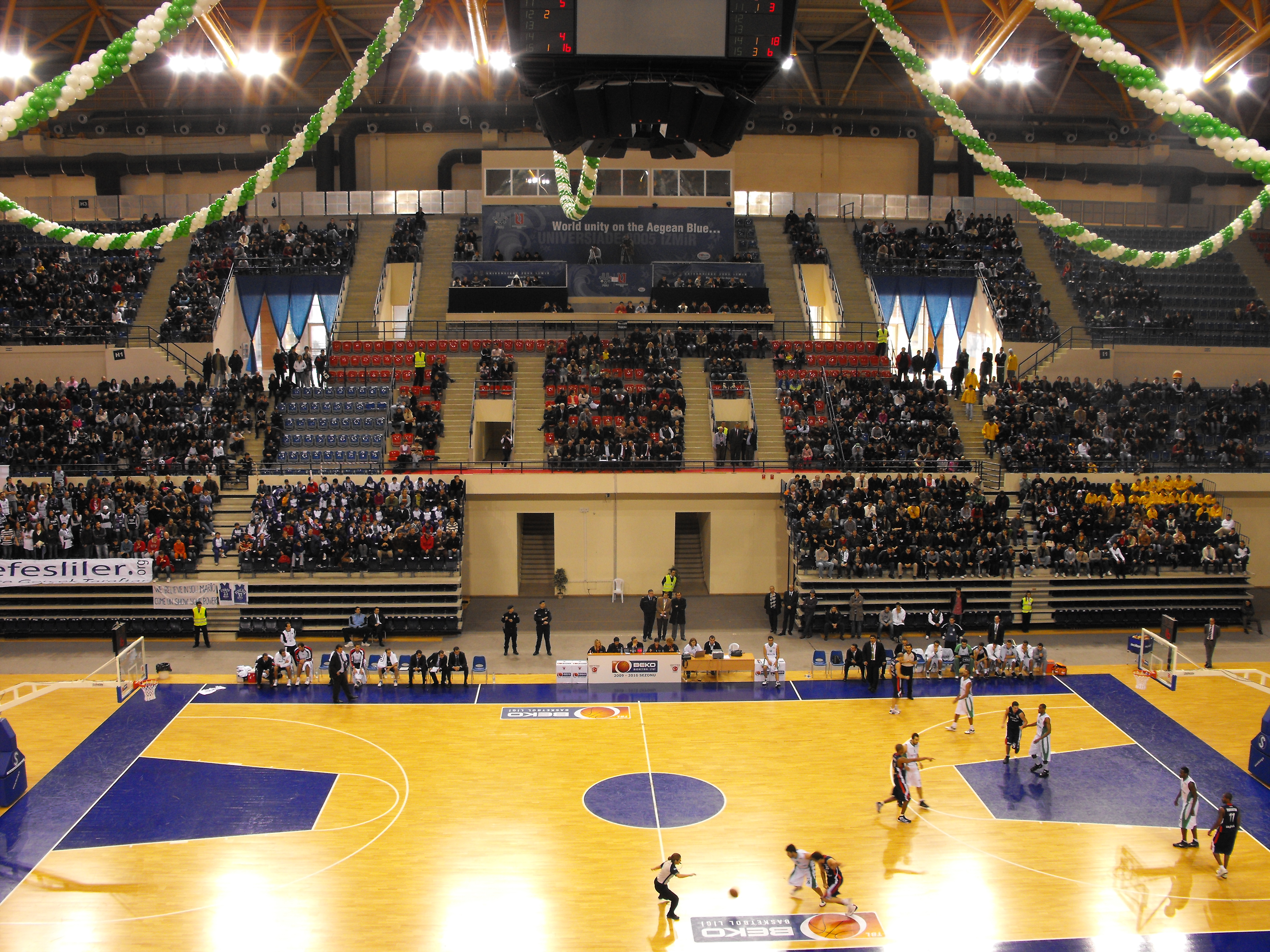
Interior del pabellón de Halkapınar en Esmirna

Esmirna tiene varios clubes de fútbol profesionales. Entre los que más destacan están el Göztepe A.Ş., Karşıyaka S.K., Bucaspor, Altınordu, Izmirspor y Altay Izmir. Los clubes de fútbol de Esmirna llevan los nombres de los barrios donde han sido fundados. Por lo cual, no existe un único club que represente a toda la ciudad en su conjunto. El Göztepe A.Ş. juega actualmente en la Superliga de Turquía (la máxima categoría del fútbol turco). El Altınordu y Altay Izmir compiten en la TFF Primera División (la segunda liga más importante del fútbol turco), mientras que el Karşıyaka S.K. y Bucaspor compiten en la TFF Segunda División e Izmirspor juega en la liga regional. Cada uno de estos clubes ha competido varias temporadas en la Superliga de Turquía. Históricamente existe una gran rivalidad entre el Göztepe A.Ş. y el Karşıyaka S.K., cuyos partidos disputados entre sí siempre requieren de una gran presencia policial. El club de fútbol más laureado y con mayor número de hinchas de Esmirna es el Göztepe A.Ş., que tuvo sus mayores logros en las décadas de los 1950,1960 y 1970, al ganar una Liga (en 1950) y dos Copas de Turquía (en 1969 y 1970). El club disputó las semifinales de la Copa de Ferias en 1969, y aunque el Göztepe fue eliminado por el Újpest FC húngaro, ha conseguido ser el primer club de fútbol turco en conseguir jugar unas semifinales en una competición europea; un éxito que solo han repetido el Galatasaray (en 1989 en la Copa de Europa y en 2000 cuando ganó la Copa de la UEFA) y el Fenerbahçe (en 2013 en la Liga Europa). El Göztepe también ha conseguido jugar los cuartos de final de la Recopa de Europa en 1970, siendo eliminado por la AS Roma en esa ronda. El Altay Izmir ha ganado la Copa de Turquía en dos ocasiones, en 1967 y en 1980, siendo uno de los quince clubes que han conseguido ganar esta competición hasta ahora.
En Esmirna se encuentra el estadio İzmir Atatürk con capacidad para 51 000 espectadores. Es el cuarto estadio más grande de Turquía y el estadio donde juega sus partidos el Göztepe A.Ş. El Altay Izmir, Karşıyaka S.K. e Izmirspor juegan sus partidos como locales en el Estadio Izmir Alsancak que tiene capacidad para 15 000 espectadores. Mientras que el Altınordu y Bucaspor comparten el Estadio Buca Arena con 13 500 espectadores de capacidad.
Por su parte, el Karşıyaka S.K. ha destacado en las últimas temporadas por sus triunfos con su equipo de baloncesto (Pınar Karşıyaka), que ganó la Liga de Baloncesto de Turquía en la temporada 2014/2015 superando a equipos de gran calibre como el Fenerbahçe, Efes Pilsen, Galatasaray y Darüşşafaka. Luego de este logro, el Pınar Karşıyaka participó en la Euroliga en la temporada 2015/2016 jugando en la primera fase de grupos contra el FC Barcelona.
Los clubes de fútbol griegos Panionios y Apollon Smyrni F.C. han sido fundados en Esmirna pero sus sedes se han trasladado a Atenas en 1922.
En Esmirna también se encuentra el pabellón cubierto multiusos de Halkapınar con capacidad para 10 000 espectadores.
Arkas Voleibol es el club profesional de voleibol de Esmirna. Tiene sección femenina y masculina. El equipo masculino compite en la primera división de voleibol de Turquía y han ganado esta competición en tres ocasiones; en 2006, 2007 y 2013.
Otro conjunto profesional de la ciudad de Esmirna que juega en la élite, es el equipo de balonmano de Göztepe que compite en la primera división de balonmano de Turquía.
| Predecesor: Túnez | Ciudad Mediterránea 1971 | Sucesor: Argel   |
| Predecesor: Daegu | Universiadas 2005        | Sucesor: Bangkok |

## Municipios y barrios de Esmirna

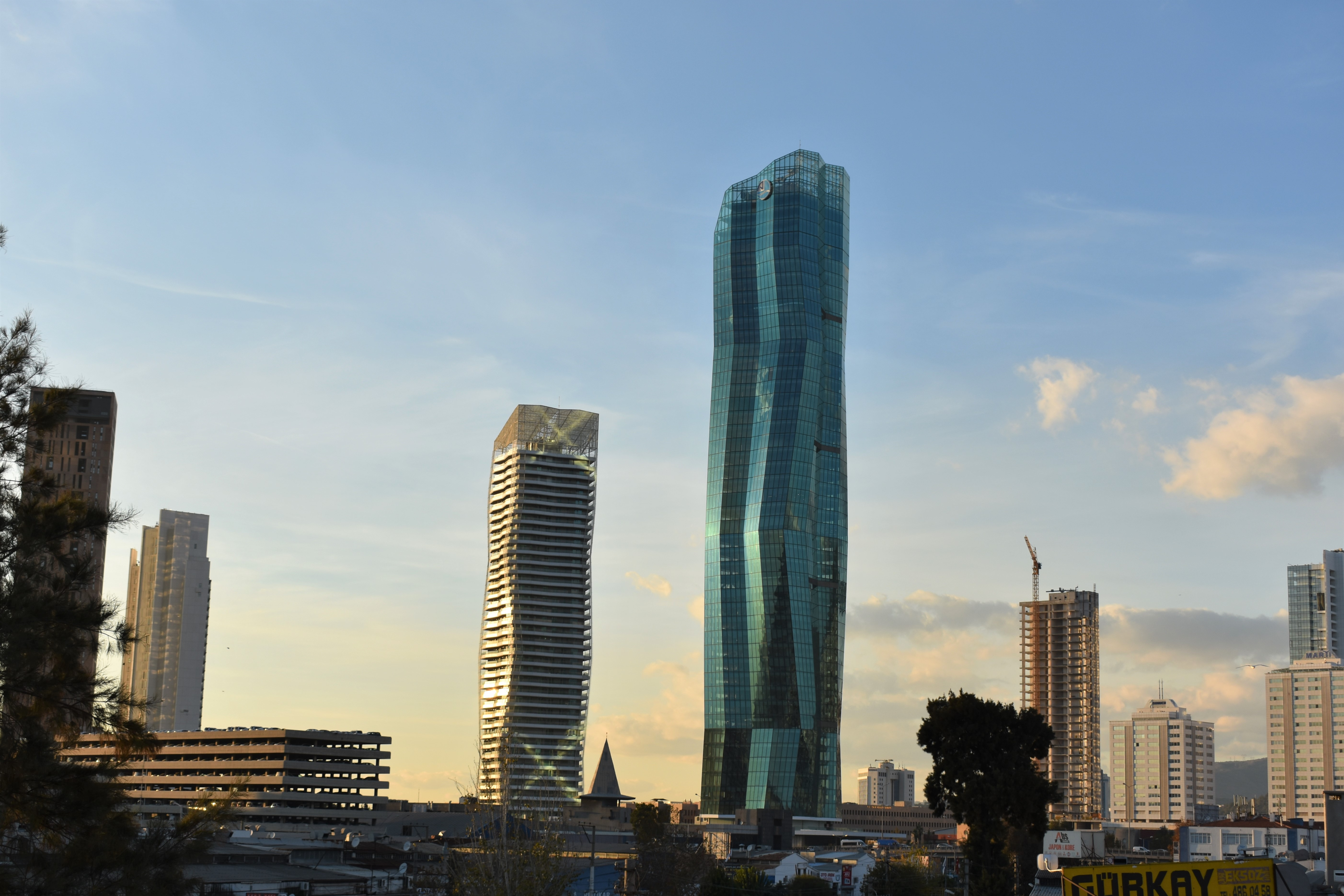
Rascacielos en el distrito de Bayraklı de Esmirna.

Aliağa, Alsancak, Balçova, Bayındır, Bayraklı, Bergama, Beydağ, Bornova, Bostanlı, Buca, Çeşme, Çiğli, Dikili, Foça, Gaziemir, Göztepe, Karaburun, Karşıyaka, Kemalpaşa, Kınık, Kiraz, Konak, Menderes, Menemen, Narlıdere, Ödemiş, Seferihisar, Selçuk, Tire, Torbalı, Urla